# Nancy Pelosi
Nancy Patricia Pelosi z domu D’Alesandro (ur. 26 marca 1940 w Baltimore) – amerykańska polityk Partii Demokratycznej pochodzenia włoskiego. Członkini Izby Reprezentantów od 1987.
Spiker Izby Reprezentantów Stanów Zjednoczonych w latach 2007–2011 i 2019–2023; pierwsza i jak dotąd jedyna kobieta na tym stanowisku. Jako spiker Izby Reprezentantów była druga w kolejności w linii sukcesji prezydenckiej, bezpośrednio po wiceprezydencie Stanów Zjednoczonych.
Zasiada w Kongresie 17. kadencję. Reprezentuje 12. okręg wyborczy w Kalifornii, który obejmuje ok. 4/5 hrabstwa San Francisco. Wcześniej reprezentowała okręgi 8. i 5. w Kalifornii. Od 2003 przewodniczy Partii Demokratycznej w Izbie Reprezentantów, pełniąc rolę whipa mniejszości (2002–2003) oraz przywódcy mniejszości Partii Demokratycznej w Kongresie w latach 2003–2007 i 2011–2019, kiedy był on kontrolowany przez Partię Republikańską.
Była jednym z głównych przeciwników inwazji na Irak w 2003 oraz próby prywatyzacji systemu Social Security przez administrację George’a Busha w 2005. Podczas pierwszej kadencji jako spiker doprowadziła do uchwalenia wielu przełomowych ustaw, m.in.: Patient Protection and Affordable Care Act, Dodd-Frank Wall Street Reform and Consumer Protection Act, Don’t Ask, Don’t Tell Repeal Act oraz stymulantów ekonomicznych, które miały na celu zmniejszyć wpływ kryzysu finansowego z lat 2007–2009.
Utraciła stanowisko spikera w styczniu 2011, po wyborach do Kongresu USA w 2010, zachowała jednak funkcję przewodniczącej Partii Demokratycznej. Na stanowisko spikera powróciła w styczniu 2019 po wygranych przez demokratów wyborach w 2018. Stała się przez to pierwszym spikerem od 1955, który powrócił na swoje stanowisko (poprzednim był Sam Rayburn). 3 stycznia 2021 została wybrana na kolejną kadencję.
24 września 2019 ogłosiła wszczęcie śledztwa w sprawie impeachmentu prezydenta Donalda Trumpa.

## Życiorys

### Młodość i pochodzenie
Pelosi urodziła się w Baltimore, w stanie Maryland, w rodzinie o włoskich korzeniach. Była jedyną córką i najmłodszym z siedmiorga dzieci Annunciaty M. „Nancy” D’Alesandro (z domu Lombardi) i Thomasa D’Alesandra Jr. Jej matka urodziła się w Campobasso, a rodzina jej ojca pochodziła z okolic Genui, Wenecji i Abruzji. Ojciec Nancy Pelosi, również członek Partii Demokratycznej, służył jako reprezentant stanu Maryland, a gdy córka miała 7 lat, został burmistrzem Baltimore. Starszy brat Pelosi, Thomas D’Alesandro III, też demokrata, był również burmistrzem Baltimore w latach 1967–1981.
Była zaangażowana w życie polityczne już od dzieciństwa – była obecna na wielu wydarzeniach podczas licznych kampanii swojego ojca. Uczestniczyła również w inauguracji 35. prezydenta Stanów Zjednoczonych Johna F. Kennedy’ego w styczniu 1961.

### Edukacja
Ukończyła Institute of Notre Dame, katolicką szkołę średnią dla dziewcząt w Baltimore. W 1962 została absolwentką Trinity Washington University, gdzie uzyskała bakalaureat z politologii. W latach 60. była stażystką w biurze senatora Partii Demokratycznej z Maryland Daniela Brewstera wspólnie z przyszłym przewodniczącym większości w Izbie Reprezentantów – Stenym Hoyerem.

### Początki kariery

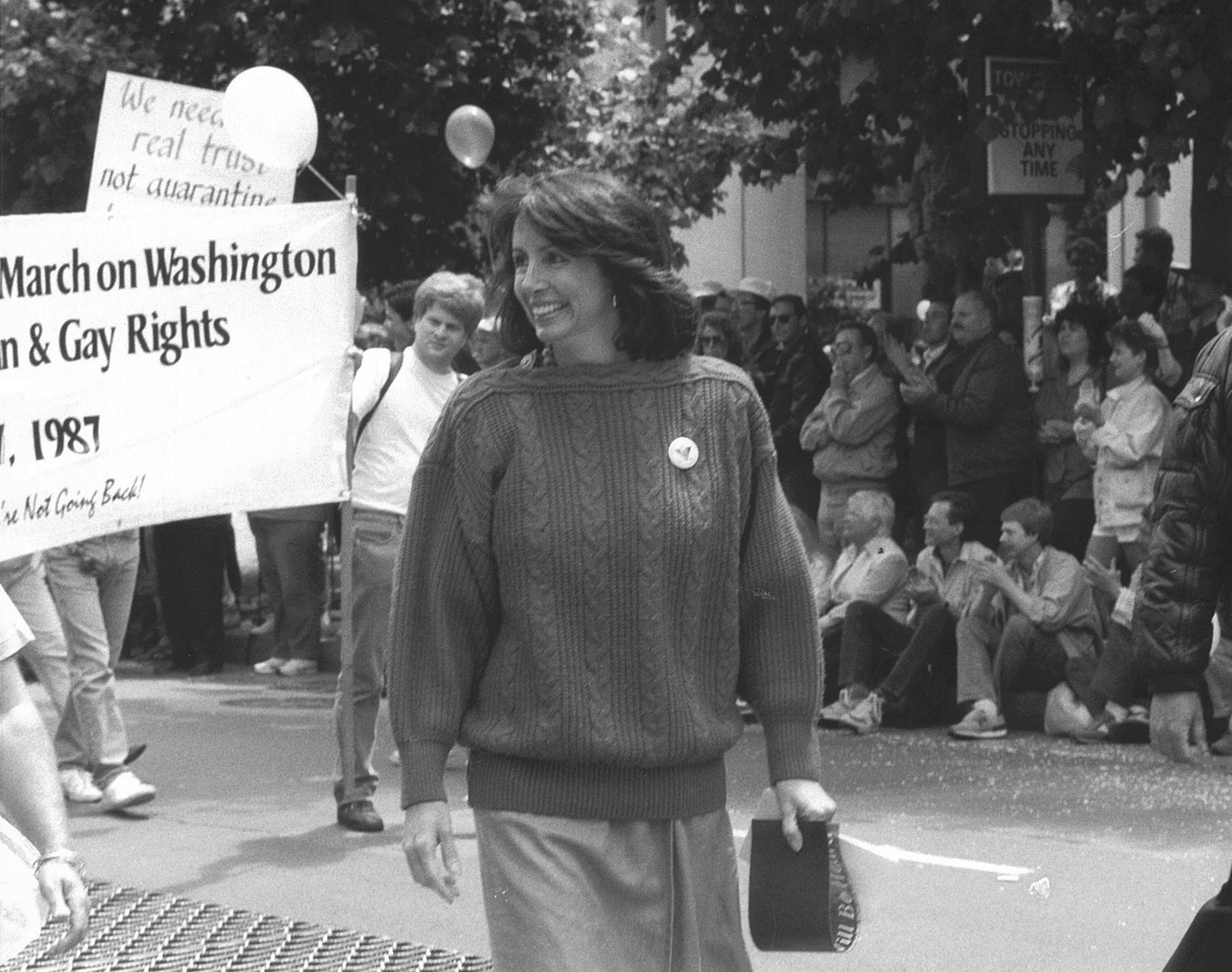
Nancy Pelosi na marszu poparcia dla prawa osób LGBT do zawierania małżeństw w Kalifornii w 1987

Po przeprowadzce do San Francisco, Pelosi zaprzyjaźniła się z rodziną Phillipa Burtona, ówczesnego kongresmena z 5. okręgu wyborczego, i rozpoczęła swoją karierę w Partii Demokratycznej. W 1976 została wybrana na członkinię Krajowego Komitetu Partii Demokratycznej jako reprezentantka Kalifornii (zajmowała tę pozycję do 1996). W 1977 została przewodniczącą partii w północnej Kalifornii, a w 1983 rozpoczęła przewodniczenie partii na obszarze całego stanu. W latach 1985–1996 była przewodniczącą komisji odpowiedzialnej za finansowanie kampanii do Senatu Stanów Zjednoczonych.

### Izba Reprezentantów

#### Wybory
W 1983 Sala Burton zastąpiła swojego zmarłego męża, kongresmena z 5. okręgu wyborczego w Kalifornii, ale w 1986 zachorowała na raka płuc i zdecydowała nie ubiegać się o reelekcję w wyborach w 1988. Za namową przyjaciół wyznaczyła Nancy Pelosi jako swoją następczynię, co zapewniło Pelosi poparcie sponsorów i przyjaciół rodziny Burtonów. Sala zmarła 1 lutego 1987, niecały miesiąc po rozpoczęciu swojej drugiej kadencji. Pelosi wygrała wybory uzupełniające, najpierw pokonując burmistrza San Francisco, Harry’ego Britta, w walce o nominację Partii Demokratycznej 7 kwietnia 1987, a potem z łatwością pokonując republikankę Harriet Ross 2 czerwca 1987. Objęła funkcję kongresmenki 9 czerwca 1987.

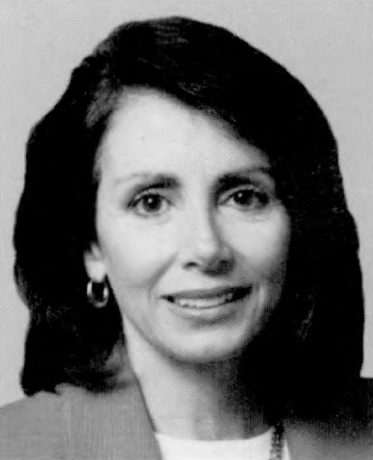
Nancy Pelosi na oficjalnym zdjęciu po objęciu mandatu w Izbie Reprezentantów, 1993

Nancy Pelosi została wybrana w okręgu, w którym demokraci mają znaczące poparcie. Pelosi wygrała wybory w 1988, a potem kolejne 16 bez trudności, za każdym razem zdobywając ponad 70% głosów. Nie wzięła udziału w żadnej debacie od 1987, kiedy zmierzyła się z Harriet Ross. Pelosi osiągnęła swój najgorszy wynik w 2016, kiedy Preston Picus zdobył 19,1% głosów, a ona sama 70,8%.
Od kadencji 2000–2002 wyróżnia się tym, że najbardziej przyczynia się do wkładu w fundusz kampanijny wśród demokratycznych członków Kongresu, częściowo dlatego, że reprezentuje bezpieczny dla demokratów okręg wyborczy i nie potrzebuje dużych funduszy na własną kampanię.

#### Praca w komisjach
W Izbie Pelosi była członkinią Komisji ds. Środków oraz Komisji ds. Wywiadu (którego była wiceprzewodniczącą z ramienia Partii Demokratycznej), do czasu jej wyboru na przewodniczącą mniejszości. Pelosi jest członkinią Grupy ds. Państw Bałtyckich (House Baltic Caucus) oraz Italian American Congressional Delegation (IACD).

#### Funkcje przed objęciem urzędu spikera
W 2001 Pelosi została wybrana na whipa mniejszości, zajmowała drugą pozycję w partii, służąc pod liderem mniejszości Dickiem Gephardtem z Missouri. Była pierwszą kobietą w historii, która sprawowała tę funkcję w amerykańskim Kongresie.
W 2002 Gephart zrezygnował ze swojego stanowiska, aby wziąć udział w wyborach prezydenckich w Stanach Zjednoczonych w 2004. Pelosi zastąpiła go na stanowisku lidera partii i stała się pierwszą kobietą, która przewodniczyła jednej z dwóch głównych partii w Stanach Zjednoczonych.

### Spikerka Izby Reprezentantów (2007–2011)

#### Nominacja

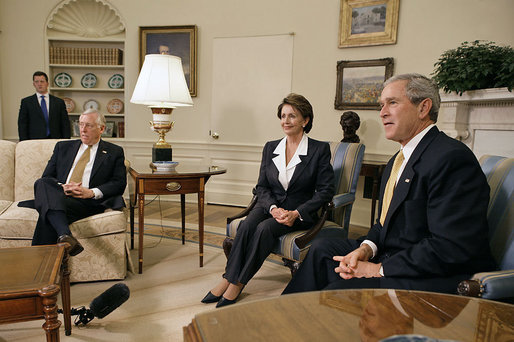
Prezydent George W. Bush na spotkaniu z desygnowaną na spikerkę Nancy Pelosi oraz z desygnowanym na lidera większości Steny Hoyerem, 9 listopada 2006

Po wyborach w 2006 Partia Demokratyczna przejęła kontrolę nad Kongresem, zdobywając większość miejsc. Powszechnie oczekiwano, że Pelosi zostanie spikerem Izby podczas następnej kadencji (od stycznia 2007). 16 listopada 2006 Partia Demokratyczna jednogłośnie wybrała Pelosi na swoją kandydatkę na to stanowisko.
Po zdobyciu nominacji Pelosi wspierała swojego przyjaciela Johna Murthę z Pensylwanii w jego kampanii na stanowisko przewodniczącego większości. Jego głównym przeciwnikiem był Steny Hoyer z Maryland, który był prawą ręką Pelosi od 2003. Hoyer wygrał wybory przeciwko Murthcie 149 do 86.
3 stycznia 2007 pokonała Johna Boehnera z Ohio 233 głosami do 202 w wyborach na spikera Izby Reprezentantów. Tego samego dnia została zaprzysiężona na to stanowisko przez Johna Dingella z Michigan, starego przyjaciela i dziekana Izby Reprezentantów (najstarszego członka Izby w danej kadencji).
Została pierwszą kobietą, pierwszą Kalifornijką i pierwszą osobą z włoskimi korzeniami, która objęła stanowisko spikera Izby. Jest też drugim spikerem ze stanu na zachód od Gór Skalistych. Pierwszym był Tom Foley z Waszyngtonu, ostatni demokrata pełniący funkcję spikera przed Nancy Pelosi.

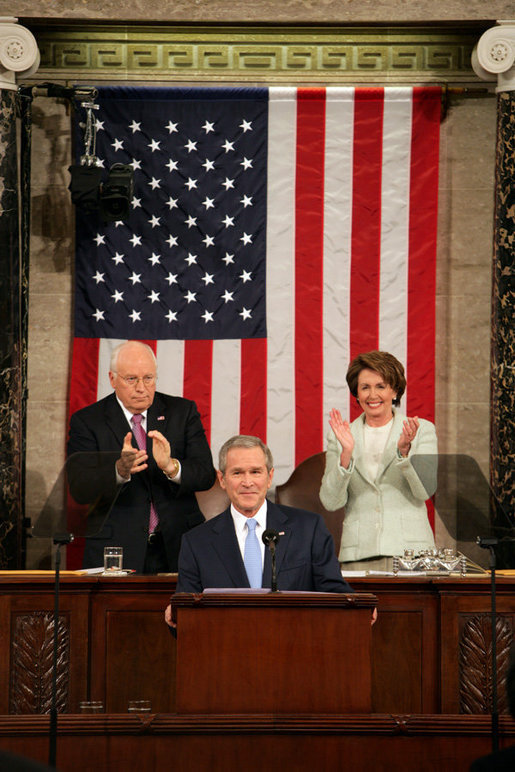
Nancy Pelosi (po prawej) z wiceprezydentem Dickiem Cheneyem za prezydentem George’em W. Bushem podczas State of the Union Address w 2007 jako pierwsza kobieta zasiadająca na podium. Bush zaznaczył to w swojej przemowie słowami: „Dzisiaj mam zaszczyt i przywilej – jako pierwszy prezydent w historii naszego kraju – żeby rozpocząć mowę słowami: Madam Spiker”

W swojej przemowie zaznaczyła historyczne znaczenie bycia pierwszą kobietą na stanowisku spikerki.

#### Opinia publiczna
Jako spiker została liderką Partii Demokratycznej w Izbie. Zgodnie z tradycją nie brała jednak udziału w debatach nad ustawami i prawie nigdy nie brała udziału w głosowaniach, pomimo posiadania do tego prawa jako członkini Kongresu. Nie była również członkinią żadnej z komisji.
W styczniu 2009 ponownie wybrano ją na spikera.
Sondaż CBS News z marca 2010 donosił, że 37% wyborców negatywnie oceniało ją jako spikera, a tylko 11% miało o niej dobrą opinię.
Jest postrzegana jako kontrowersyjna postać polityczna.

##### Ubezpieczenia społeczne
Po wygranych wyborach z 2004, prezydent George W. Bush zaproponował reformę ubezpieczeń społecznych, która miała umożliwić pracownikom przekierowanie części ich środków na inwestycje w akcje i obligacje państwowe. Pelosi zdecydowanie sprzeciwiła się temu planowi, a jako lider mniejszości narzuciła członkom Partii Demokratycznej dyscyplinę, doprowadzając do niemal jednogłośnego sprzeciwu wobec propozycji Busha, a następnie porażki proponowanego planu.

##### Blokowanie prób impeachmentu przeciwko prezydentowi Bushowi
Po reelekcji prezydenta George’a W. Busha w 2004 kilku wpływowych demokratów uważało, że Izba powinna kontynuować postępowanie impeachmentowe przeciwko prezydentowi. Twierdzili, że Bush wprowadził Kongres w błąd w sprawie broni masowego rażenia w Iraku i naruszył swobody obywatelskie Amerykanów, zezwalając na podsłuchiwanie obywateli bez nakazu sądu.
W maju 2006, mając na uwadze zbliżające się wybory do kongresu – które dały możliwość demokratom przejęcia kontroli nad Izbą po raz pierwszy od 1994 – Pelosi powiedziała kolegom, że podczas gdy demokraci będą energicznie nadzorować politykę administracyjną Busha, śledztwo w sprawie impeachmentu nie rozpocznie się.
Po rozpoczęciu kadencji jako spikerka w styczniu 2007, stanowczo sprzeciwiała się impeachmentowi, pomimo silnego poparcia dla tego postępowania wśród wyborców w jej okręgu wyborczym. W wyborach w listopadzie 2008 Pelosi kandydowała przeciwko bezpartyjnej, antywojennej aktywistce Cindy Sheehan. Jej główną platformą wyborczą była postawa Pelosi w sprawie impeachmentu.

##### „100 godzin” Pelosi
Przed wyborami do kongresu w 2006 ogłosiła plan Partii Demokratycznej, która po wygraniu wyborów zobowiązała się do przedstawienia przed kongres wszystkich najważniejszych ustaw w ciągu 100 godzin od zaprzysiężenia nowego kongresu.
Nazwa planu pochodzi od Nowego Ładu 32. Prezydenta Stanów Zjednoczonych (1933–1945) Franklina D. Roosevelta, który obiecał rozpocząć najważniejsze działania w ciągu pierwszych 100 dni na stanowisku prezydenta USA. Newt Gingrich, który został spikerem w 1995 (jako pierwszy Republikanin od ponad 40 lat) miał podobny plan, który nazwał „Kontraktem dla Ameryki” (Contract with America).

##### Krajowa Konwencja Partii Demokratycznej w 2008

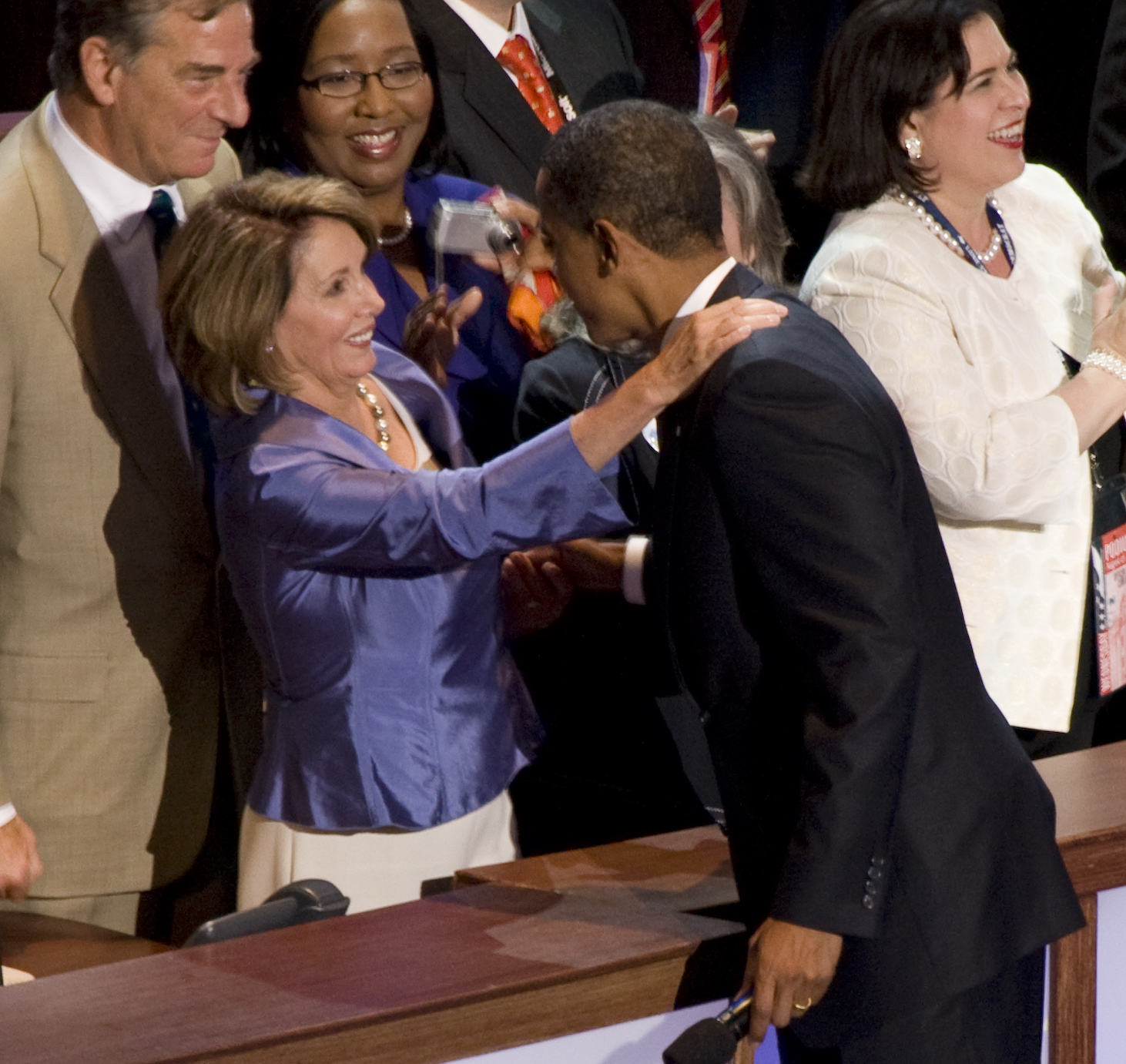
Pelosi i Barack Obama podczas Krajowej Konwencji Partii Demokratycznej w 2008

Nancy Pelosi była przewodniczącą Krajowej Konwencji Partii Demokratycznej w 2008 w Denver w stanie Kolorado. Podczas tej konwencji partyjnym kandydatem na prezydenta w wyborach w 2008 został Barack Obama.

##### Reforma systemu opieki zdrowotnej
Pelosi przypisuje się uratowanie sztandarowego projektu Baracka Obamy – Patient Protection and Affordable Care Act (zwanego Obamacare). Po zdobyciu przez Scotta Browna miejsca zmarłego senatora Teda Kennedy’ego w wyborach uzupełniających w Massachusetts w styczniu 2010, Partia Demokratyczna utraciła większość 3/5 w Senacie, co sprawiło, że Partia Republikańska była w stanie zablokować uchwalenie ustawy pomimo braku większości w Senacie. Prezydent Obama zgodził się na kompromis, który oznaczałby znaczne zmniejszenie zasięgu działania ustawy, jednak Nancy Pelosi nakłoniła go do zmiany zdania, drwiąc z republikańskich senatorów.
Zaznaczała, że następna szansa na uchwalenie reformy służby zdrowia może szybko się nie powtórzyć (w 2010 Patia Demokratyczna kontrolowała obie izby Kongresu oraz urząd prezydenta w Białym Domu). Po trwającej ponad 2 miesiące kampanii, demokraci wygrali głosowanie w Izbie Reprezentantów stosunkiem głosów 219 do 212. Podpisując ustawę Barack Obama nazwał Pelosi: „Jednym z najlepszych spikerów, jakich kiedykolwiek miała Izba Reprezentantów”.

### Liderka mniejszości (2011–2019)

#### 112. i 113. kadencja Kongresu

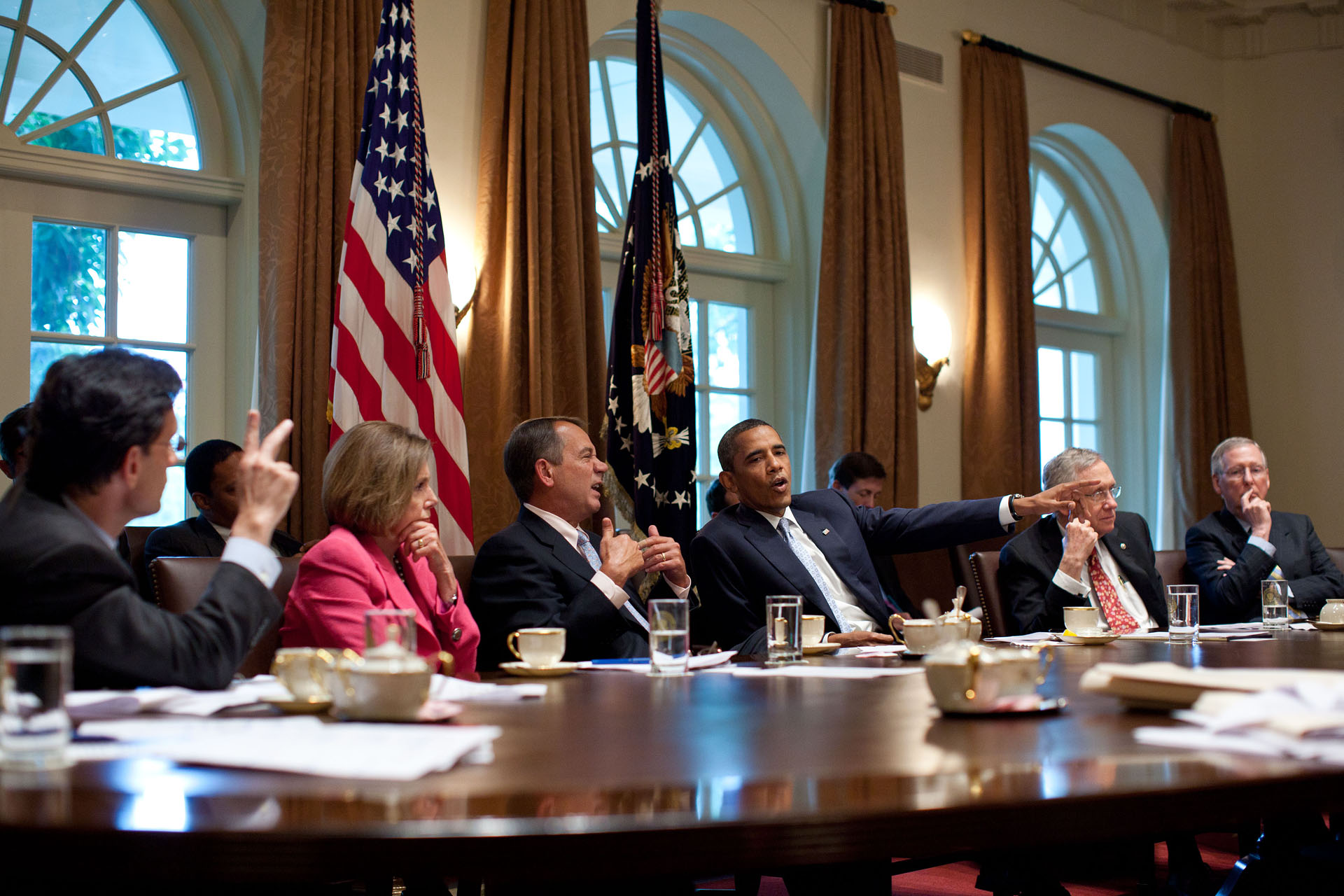
Prezydent Barack Obama na spotkaniu z przywódcami Izby Reprezentantów w czerwcu 2011

W wyniku wyborów do Kongresu USA w 2010 Partia Demokratyczna utraciła 63 mandaty, co oznaczało, że kontrolę nad Izbą Reprezentantów uzyskała Partia Republikańska. Pelosi powróciła na stanowisko, które zajmowała przed zostaniem spikerem i ponownie została liderką mniejszości. 14 listopada 2012, po kolejnych przegranych wyborach, Pelosi ogłosiła, że pomimo porażki, dalej będzie kierować Partią Demokratyczną.
W listopadzie 2011, tabloid 60 Minutes oskarżył Pelosi o korzystanie z poufnych informacji w celu zdobycia pieniędzy działając na giełdzie. Czasopismo ujawniło, że mąż Pelosi zakupił udziały Visa, gdy ustawa zmniejszająca regulacje dotyczące kart kredytowych była debatowana w Izbie. Pelosi zaprzeczyła doniesieniom i nazwała je „prawicowymi bzdurami”. Gdy w 2012 uchwalono ustawę STOCK Act (Stop Trading on Congressional Knowledge Act) Pelosi poparła ją i publicznie dziękowała jej autorom (Louise Slaughter i Timowi Walzowi) za „ujawnienie i zamknięcie luki prawnej raz na zawsze”.

#### 114. i 115. kadencja Kongresu
W sierpniu 2016 oznajmiła, że jej prywatne dane kontaktowe zostały opublikowane w internecie w następstwie ataków hakerów na Krajowy Komitet Partii Demokratycznej. Ostrzegała innych członków Izby, żeby nie pozwalali odbierać telefonów, czytać wiadomości i odbierać poczty dzieciom oraz wrażliwym członkom rodziny.
Po trzeciej z rzędu porażce wyborczej pod przewodnictwem Nancy Pelosi, Tim Ryan 17 listopada 2016 ogłosił swoją kandydaturę na stanowisko lidera mniejszości. Podczas kampanii wyborczej wewnątrz partii Pelosi oznajmiła, że przekaże więcej władzy młodszemu pokoleniu polityków, co pozwoliło jej pokonać Ryana w głosowaniu 30 listopada stosunkiem głosów 134 do 63.

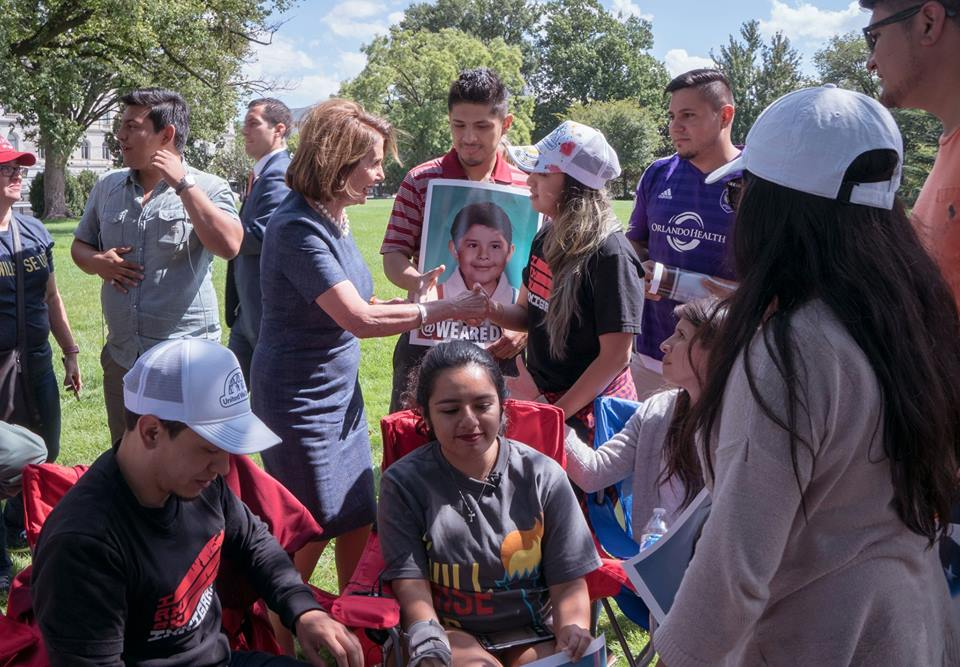
Pelosi na spotkaniu z beneficjentami DREAM Act koło Kapitolu Stanów Zjednoczonych we wrześniu 2017

W czerwcu 2017, po przegranych czterech wyborach uzupełniających do Izby, Nancy Pelosi po raz kolejny musiała zmierzyć z opozycją wewnątrz partii. Kathleen Rice (NY), Tim Ryan (OH), Seth Moulton (MA), and Filemon Vela (TX) oraz przewodniczący Congressional Black Caucus Cedric Richmond (LA) wzięli udział w spotkaniu reprezentantów 22 czerwca 2017, którzy planowali odwołanie Pelosi ze stanowiska. Rice nawoływała na antenie CNN International do usunięcia Pelosi ze stanowiska porównując sytuację w partii do zespołów w sportach drużynowych „Jeżeli zespół przegrywa raz po raz, powinno zmienić się trenera”. Podczas konferencji prasowej Pelosi odpowiedziała swoim krytykom, że to od decyzji partii zależy, jak długo będzie pełnić swoje stanowisko, a nie od „narzekań garstki malkontentów”. W swojej przemowie powoływała się też na wieloletnie doświadczenie oraz długość stażu w Izbie.
W listopadzie 2017 nawoływała do odwołania ze stanowiska Johna Conyersa, który został oskarżony o molestowanie seksualne. Zwołała również pierwsze z serii wielu spotkań poświęconych strategiom reformowania polityk w miejscu pracy w związku ze zwróceniem uwagi publicznej na molestowanie seksualne. Pelosi powiedziała, że Kongres ma „moralny obowiązek wobec odważnych kobiet i mężczyzn, którzy zamierzają wykorzystać ten moment i wykazać się prawdziwym, skutecznym przywództwem w celu stworzenia klimatu szacunku i godności w miejscu pracy”.

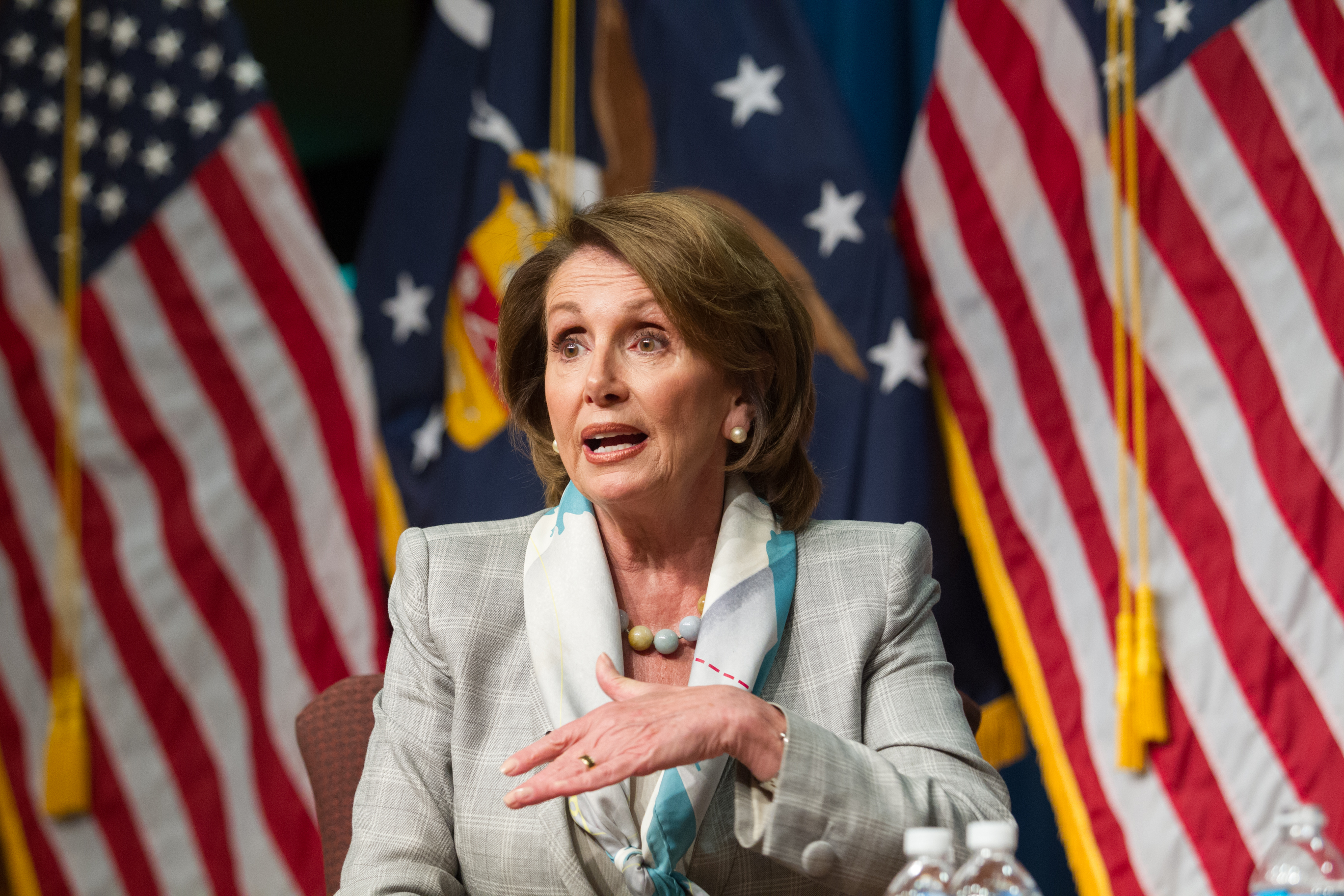
Pelosi przemawiająca w Departamencie Pracy Stanów Zjednoczonych z okazji Equal Pay Day

W styczniu 2018 wysłała list do ówczesnego spikera Izby Reprezentantów Paula Ryana, w którym oskarżyła republikanów o tuszowanie przestępstw popełnionych w czasie kampanii prezydenta Trumpa. Powoływała się na wprowadzane w ostatniej chwili zmiany w informacji dotyczącej głosowania, które uznała za niebezpieczne i naruszające zasady Izby, mówiąc „Patia Republikańska poparła partyzanckie wysiłki w celu wypaczenia danych wywiadowczych i zdyskredytowania amerykańskiego wywiadu i organów ścigania”. Wystąpiła również z żądaniem odwołania przewodniczącego Komisji Wywiadu Izby Reprezentantów Devina Nunesa. W lutym 2018 Pelosi ustanowiła rekord na najdłuższą przemowę w Izbie, gdy spędziła ponad 8 godzin opowiadając historię beneficjentów DREAM Act, którym groziła deportacja z powodu cięć budżetowych proponowanych przez administrację Donalda Trumpa.
Gdy w maju 2018 nie zaproszono żadnego członka Partii Demokratycznej na briefing Departamentu Sprawiedliwości Stanów Zjednoczonych, Pelosi wraz z liderem mniejszości w Senacie Charlesem Schumerem napisała list do zastępcy prokuratora generalnego Stanów Zjednoczonych Roda Rosensteina i dyrektora FBI Christophera A. Wraya, wzywając ich do uwzględnienia Partii Demokratycznej we wszelkich spotkaniach dotyczących dochodzenia w sprawie rosyjskich ingerencji podczas wyborów prezydenckich w 2016.
W sierpniu 2018 wezwała Duncana Huntera do rezygnacji ze swojego mandatu, po tym jak dowiedziono, że wydał nielegalnie ponad 250 tysięcy dolarów przeznaczonych na kampanię wyborczą.

### Druga kadencja jako spiker (2019–2023)
W wyborach w 2018 Partia Demokratyczna odzyskała większość w Izbie Reprezentantów, zdobywając dodatkowe 41 mandatów. 28 listopada demokraci nominowali Nancy Pelosi jako swoją kandydatkę na spikera Izby. Została zaprzysiężona na to stanowisko 3 stycznia 2019 w dniu rozpoczęcia 116. kadencji Kongresu.

#### Kryzys budżetowy rządu federalnego (zima 2018/2019)
Na początku 116. kadencji Kongresu Pelosi nazwała komentarze Trumpa „braniem Amerykanów jako zakładników”, gdy groził brakiem zgody na uchwalenie budżetu federalnego, jeżeli zabraknie w nim funduszy na budowę muru na granicy z Meksykiem. Ogłosiła też, że nie zaprosi Donalda Trumpa na coroczne orędzie o stanie państwa, jeżeli rząd pozostanie zamknięty, a budżet nie uchwalony.
Po kilku sondażach pokazujących, że jego popularność gwałtownie spada z powodu zamknięcia rządu, 25 stycznia Trump podpisał rezolucję podjętą przez Kongres i Senat, otwierając rząd federalny bez żadnych ustępstw z ich strony, co oznaczało brak funduszy na mur graniczny. Analitycy i komentatorzy powszechnie nazywali to wydarzenie „najbardziej upokarzającą farsą jego prezydentury”. Zapytana o przyczynę swojego zwycięstwa Pelosi powiedziała: „Nie jednoczę naszej partii; nasze wartości jednoczą nas. Jestem pewna, że tak samo jest w Senacie. Faktem jest, że nasza różnorodność jest naszą siłą. Nasza jedność jest naszą potęgą i tego być może prezydent nie docenił”.

#### Od 2021 roku
W wyniku wyborów w 2020 roku Partia Demokratyczna zachowała większość w Izbie, jednakże jej przewaga znacząco stopniała. 3 stycznia 2021 roku Pelosi została ponownie wybrana na przewodniczącą Izby. 3 stycznia 2023 zakończyła pełnienie funkcji.

## Poglądy polityczne

### Swobody obywatelskie i prawa człowieka

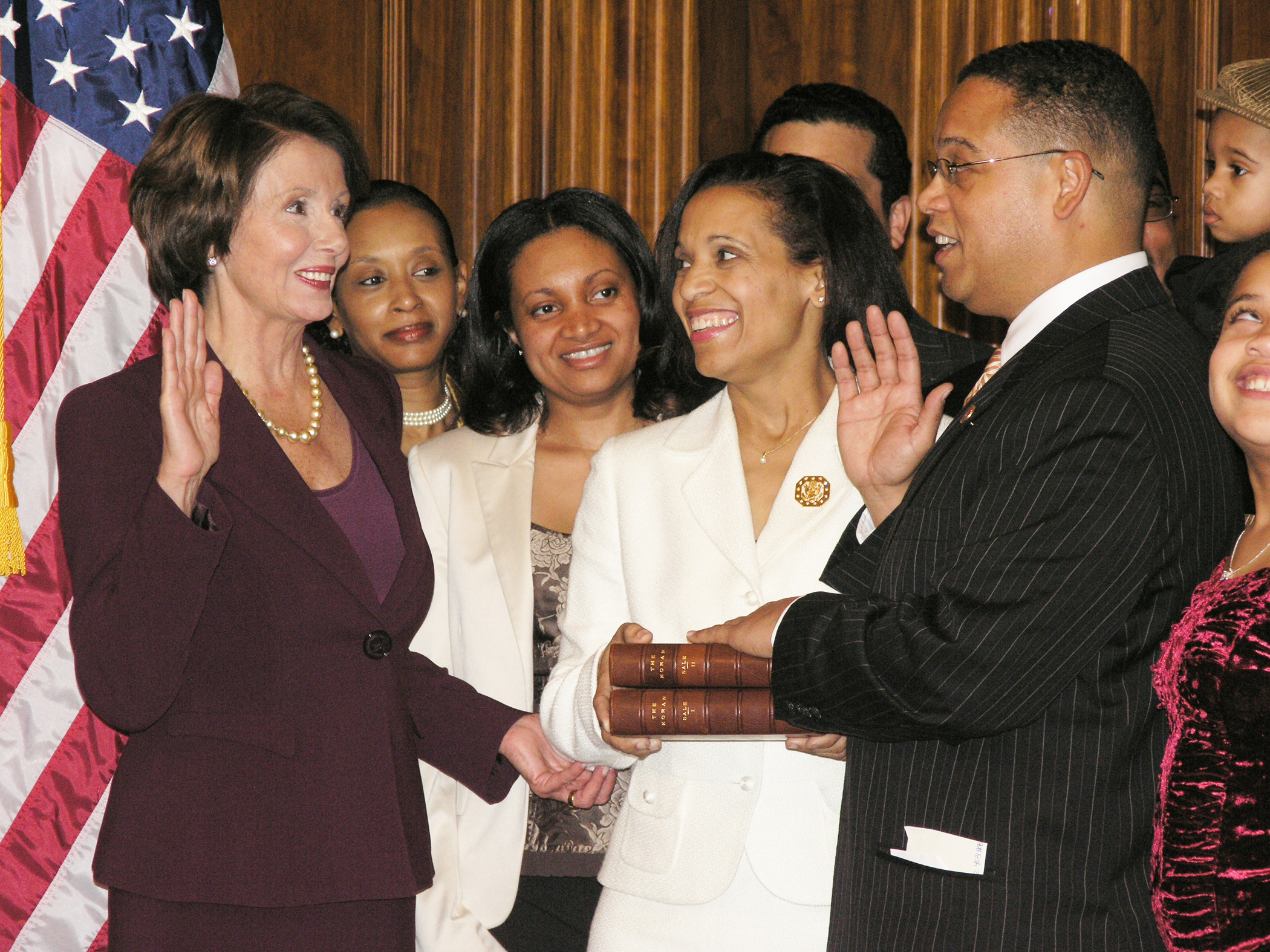
Pelosi i Keith Ellison podczas jego zaprzysiężenia z użyciem Koranu Thomasa Jeffersona, 2007

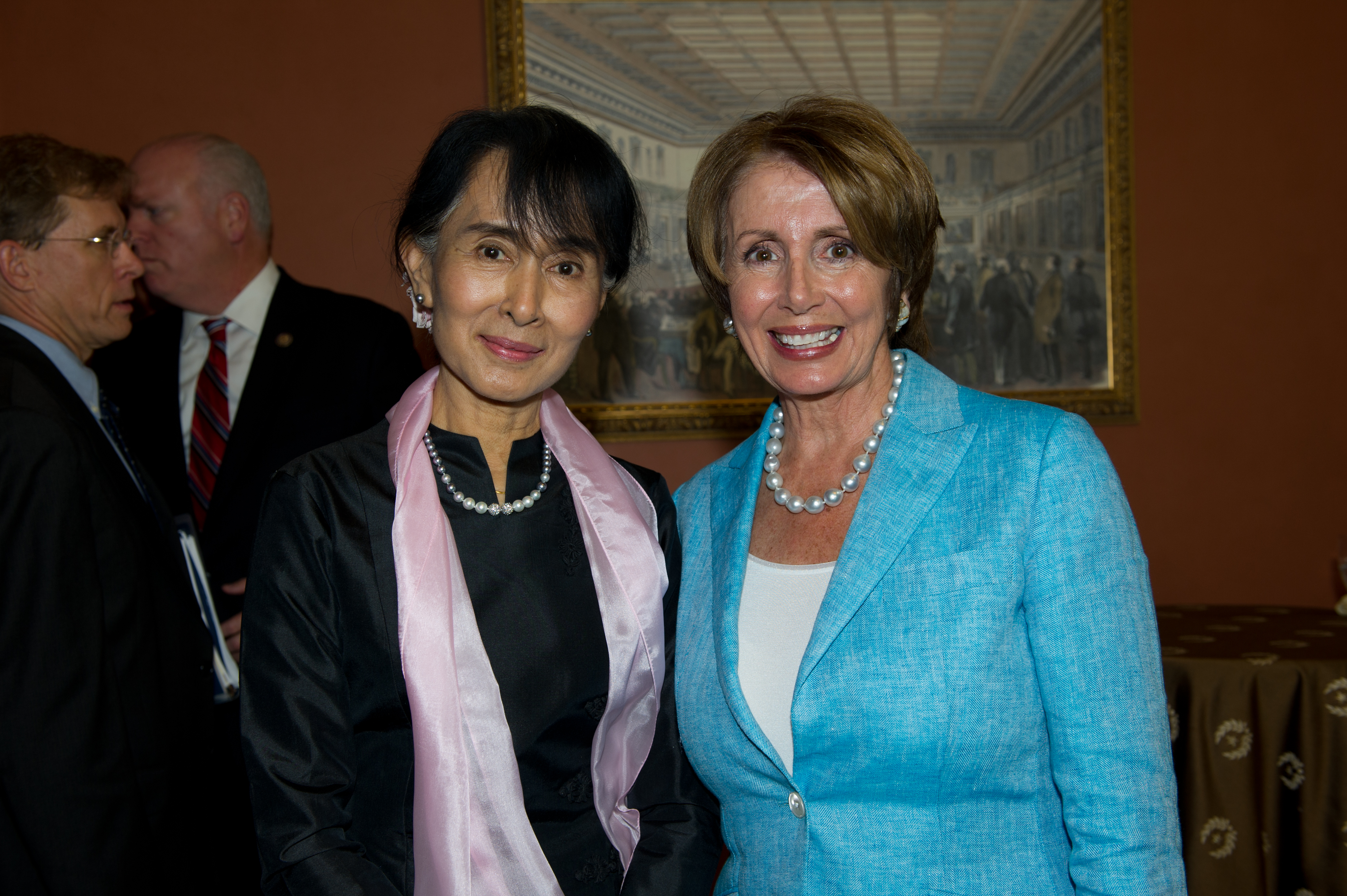
Pelosi i Aung San Suu Kyi, prodemokratyczna liderka Mjanmy podczas ceremonii wręczenia Złotego Medalu Kongresu w 2012

American Civil Liberties Union przyznała Pelosi ocenę 93% za obronę swobód obywatelskich podczas jej kariery politycznej. W 2001 zagłosowała za USA Patriot Act, jednak w 2005 nie poparła ponownej autoryzacji niektórych jego zapisów. Zagłosowała przeciwko poprawce do Konstytucji Stanów Zjednoczonych, która miała zakazać palenia flagi USA, a także przeciwko poprawce, która miała zakazać małżeństw homoseksualnych.

#### Imigracja
Pelosi głosowała przeciwko Secure Fence Act of 2006.
W czerwcu 2018 Pelosi odwiedziła placówkę, w której przetrzymywane były dzieci nielegalnych imigrantów po oddzieleniu ich od rodziców. Podczas konferencji prasowej wezwała do odwołania ze stanowiska Kirstjen Nielsen sekretarz ds. bezpieczeństwa krajowego Stanów Zjednoczonych, odpowiedzialnej za zarządzanie placówkami.
W lipcu Pelosi określiła kontrowersyjną ustawę imigracyjną autorstwa reprezentantów z Partii Republikańskiej jako „umowę z diabłem” i zapowiedziała rozmowę z ówczesnym spikerem Izby Paulem Ryanem na temat kolejnych ustaw dotyczących imigracji.

#### Prawa osób LGBT

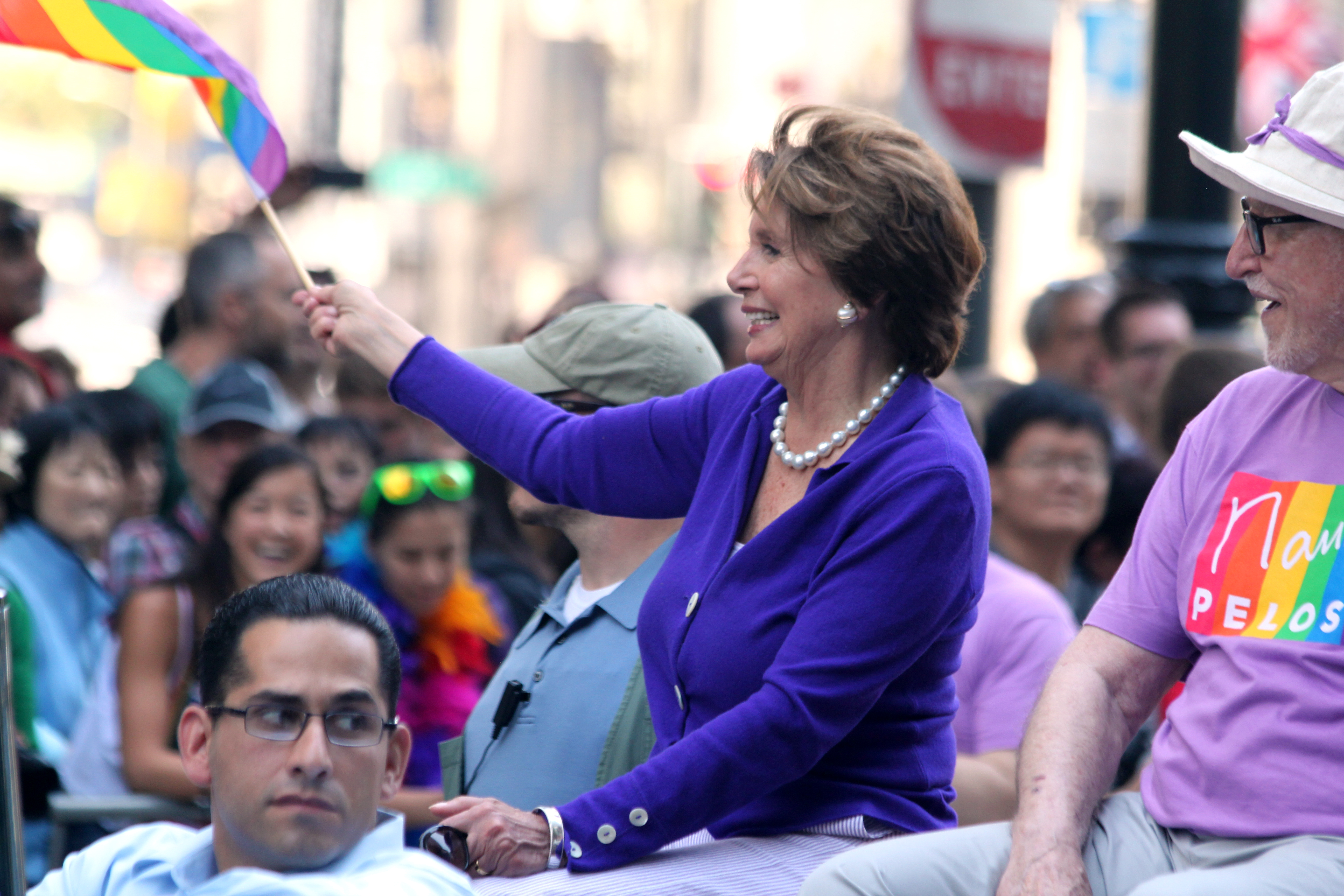
Pelosi podczas San Francisco Pride Festival w 2013

Pelosi jest sojuszniczką osób LGBT. W 1996, 2004 i 2006 głosowała przeciwko poprawkom do Konstytucji Stanów Zjednoczonych, dotyczącym zdefiniowania małżeństwa jako związku między kobietą i mężczyzną. Gdy w 2008 Sąd Najwyższy Stanu Kalifornia uznał ustawę zakazującą związków homoseksualnych za niekonstytucyjną, Pelosi ogłosiła to jako „historyczną decyzję”. Była cichą przeciwniczką California Proposition 8, poprawki Konstytucji Stanu Kalifornia, która zmieniła konstytucję, definiując związek małżeński jako związek kobiety i mężczyzny. W 2013 Sąd Najwyższy Stanów Zjednoczonych uznał Propozycję 8 za niezgodną z Konstytucją Stanów Zjednoczonych, a przez to nieważną.
W 2006 grupa interesu Human Rights Campaign przyznała Pelosi ocenę 100% za obronę praw osób LGBT. W 2012 Pelosi stwierdziła, że jej stanowisko w sprawie praw osób LGBT, takich jak małżeństwa osób tej samej płci, wynika z jej wiary katolickiej; stawia ją także w sprzeczności z doktryną katolicką, która definiuje małżeństwo jako związek między jednym mężczyzną i jedną kobietą. Powiedziała:

„Moja religia zmusza mnie – i za to ją uwielbiam – do przeciwdziałania jakiejkolwiek dyskryminacji w naszym kraju i uważam zakaz małżeństw homoseksualnych za formę dyskryminacji. Myślę, że jest to niekonstytucyjne”

Pelosi wspiera Equality Act, ustawę, która zakazuje dyskryminację w miejscu pracy ze względu na orientację seksualną. W 2019 w Izbie Reprezentantów opowiedziała się przeciwko administracji Donalda Trumpa, która zakazała osobom transseksualnym służyć w Armii Stanów Zjednoczonych.

#### Legalizacja marihuany
Pelosi otwarcie opowiada się za reformą praw dotyczących marihuany, jednak NORML (National Organization for the Reform of Marijuana Laws) w swoim raporcie zaznacza, że ani ona, ani inni członkowie jej partii przez lata nie zrobili nic, aby taką reformę przeprowadzić. Nancy Pelosi głosowała za legalizacją medycznej marihuany.

#### PRISM

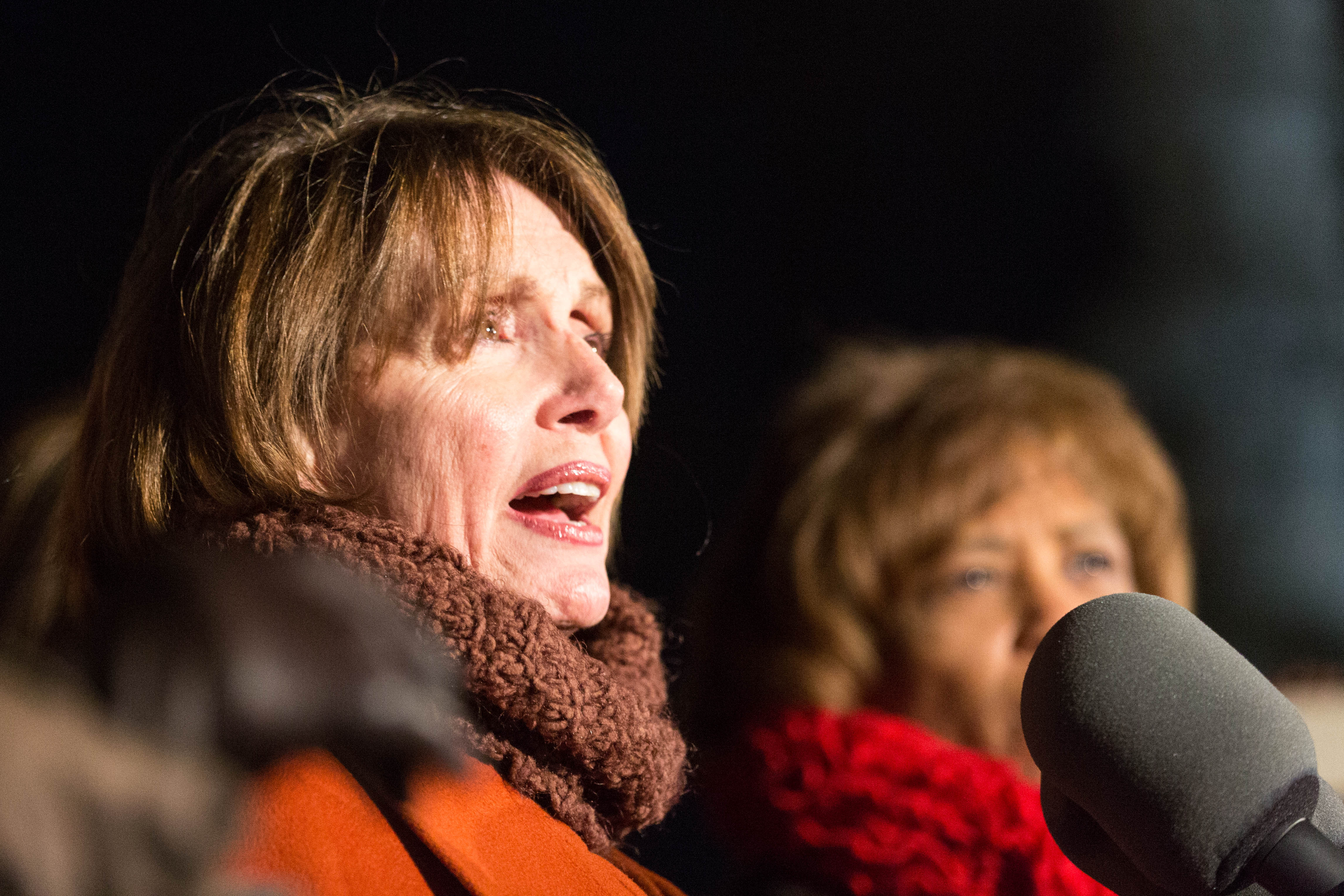
Pelosi przemawiająca przeciwko „Rozporządzeniu wykonawczemu 13769” autorstwa prezydenta Donalda Trumpa

Nancy Pelosi jest sojuszniczką programu szpiegowskiego Prism, zapoczątkowanego przez prezydenta Busha po zamachach z 11 września 2001 i rozbudowanego przez Baracka Obamę podczas jego kadencji.

#### Usuwanie pomników Konfederatów
Jako spiker Izby, Nancy Pelosi usunęła pomnik Roberta E. Lee z National Statuary Hall do krypt w Kapitolu Stanów Zjednoczonych. Na miejscu wcześniej zajmowanym przez pomnik stanęła rzeźba Rosy Parks. W czerwcu 2017 Pelosi poparła usunięcie pomników Konfederatów z terenów Kapitolu.

### Gospodarka

#### Polityka fiskalna
W 1995 Pelosi głosowała przeciwko poprawce do Konstytucji Stanów Zjednoczonych, która miała zakazać uchwalania budżetu z deficytem budżetowym. Poprawka zdobyła wymaganą liczbę głosów w Izbie (300 do 132), ale nie została zaakceptowana przez Senat, gdzie zabrakło 2 głosów (65 do 35) do osiągnięcia wymaganej większości kwalifikowanej 2/3 (67).

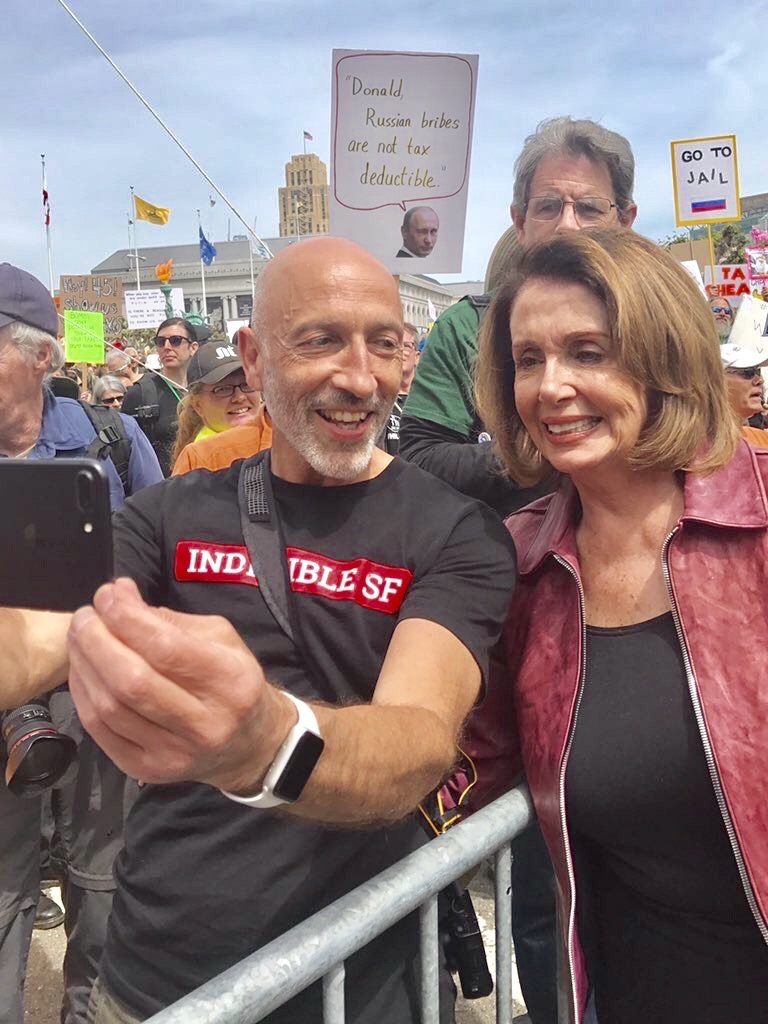
Pelosi podczas Tax March w San Francisco w kwietniu 2017

Pelosi jako spiker Izby w ramach swojego planu „100 godzin” zaproponowała Fair Minimum Wage Act of 2007, który podnosił płacę minimalną na terenie Stanów Zjednoczonych oraz ich terytoriów. Pelosi była przeciwniczką reformy systemu opieki społecznej zaproponowanej przez prezydenta Busha, a także wielu reform uchwalonych przez administrację Billa Clintona. Sprzeciwiała się także reformie podatkowej podpisanej przez prezydenta Trumpa w grudniu 2017. Nazwała ją „apokalipsą” oraz „najgorszą ustawą w historii Stanów Zjednoczonych”.

#### Infrastruktura
W listopadzie 2018 Pelosi oświadczyła, że rozmawiała z prezydentem Donaldem Trumpem na temat rozwoju infrastruktury. Wspomniała o potencjalnych dwustronnych inicjatywach legislacyjnych, które stworzyłyby dobrze płatne miejsca pracy, a także wygenerowałyby wzrost gospodarczy w rozwijanych regionach. 1 maja 2019 Pelosi i Chuck Schumer spotkali się z prezydentem Trumpem na temat finansowania projektów infrastrukturalnych z budżetu federalnego. Pod koniec maja nastąpiło kolejne spotkanie w celu omówienia zbliżającego się planu infrastrukturalnego o wartości 2 miliardów dolarów. Zostało jednak przerwane, gdy prezydent Trump opuścił spotkanie po zaledwie kilku minutach.

#### Pomoc humanitarna w wyniku katastrof
W sierpniu 2018 Pelosi wezwała administrację Trumpa do podjęcia działań w celu zwalczania zagrożenia kryzysem klimatycznym, który powoduje, że sezon pożarów w Kalifornii jest z roku na rok coraz dłuższy, droższy i bardziej destrukcyjny.

### Edukacja
W 1999 Pelosi głosowała przeciwko wystawianiu Dekalogu w budynkach użyteczności publicznej, w tym w szkołach. Pelosi popierała ustawę No Child Left Behind, która wprowadziła testy w celu śledzenia postępów uczniów i zwiększyła wydatki publiczne na edukację.

### Środowisko

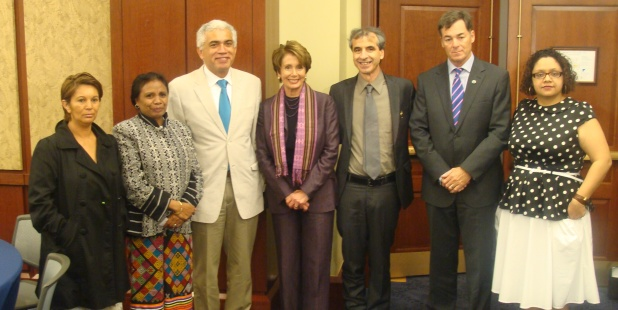
Nancy Pelosi na gali wręczenia Nagrody Goldmanów – uznawanej za ekologicznego Nobla

W 2019 Pelosi powiedziała, że zmiany klimatu są „egzystencjalnym zagrożeniem naszych czasów” i wezwała do działań mających na celu ograniczenie zmian klimatycznych.
Pelosi jest sojuszniczką rozwoju nowych technologii, które zmniejszają zależność USA od zagranicznej ropy naftowej. Pelosi podczas swojej kariery wspierała programy zwiększające środki na badania nad odnawialną energią. Głosowała także przeciwko ustawie, która pozwoliłaby na poszukiwanie oraz wydobywanie ropy i gazu w Arctic National Wildlife Refuge. Pelosi była odpowiedzialna za zablokowanie wysiłków Partii Republikańskiej, mających na celu uzyskanie pozwolenia na odwierty na obszarach chronionych i terenach arktycznych.

### Opieka zdrowotna

#### Affordable Care Act

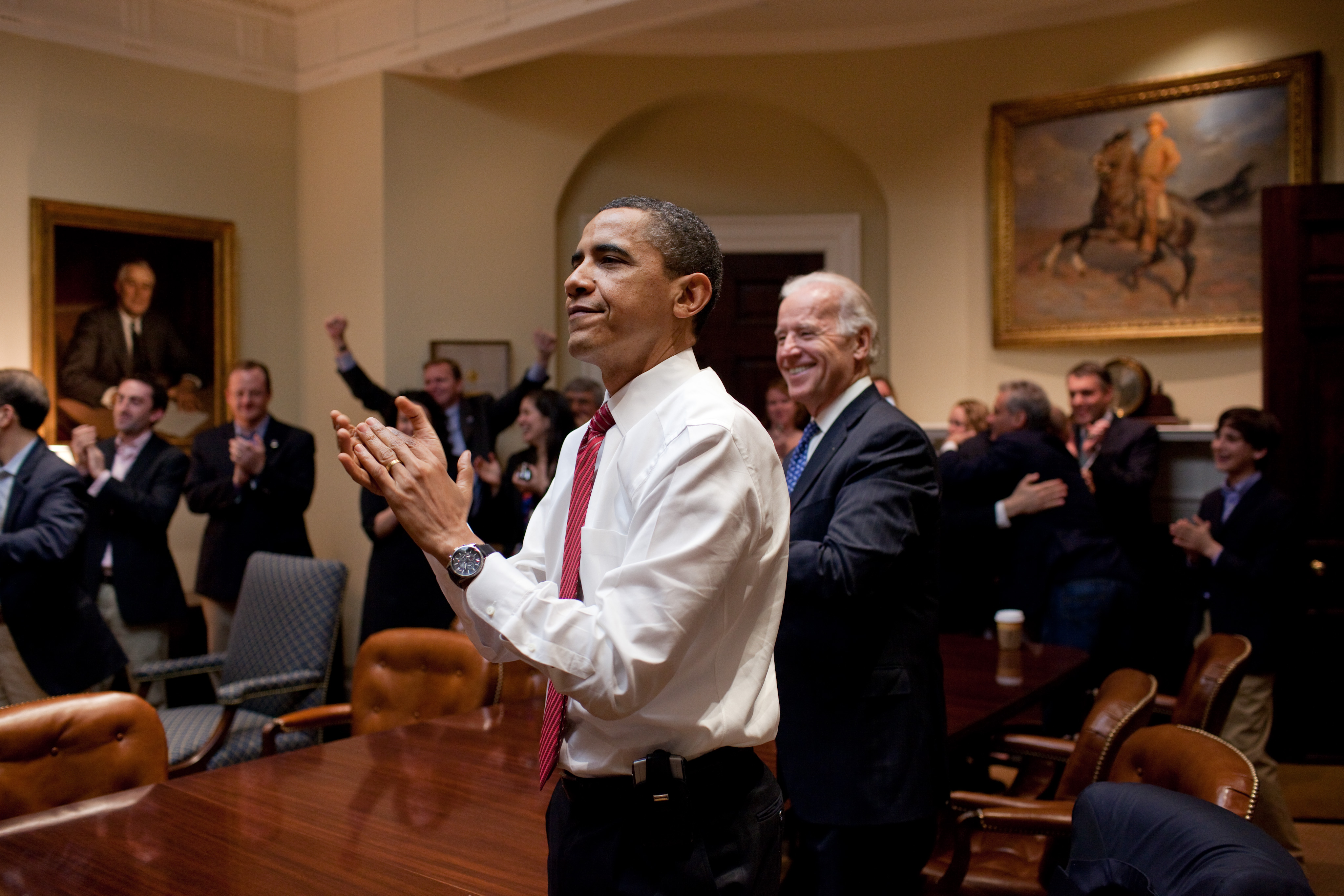
Reakcja prezydenta Obamy i pracowników Białego Domu na zatwierdzenie ustawy ACA przez Izbę Reprezentantów 21 marca 2010

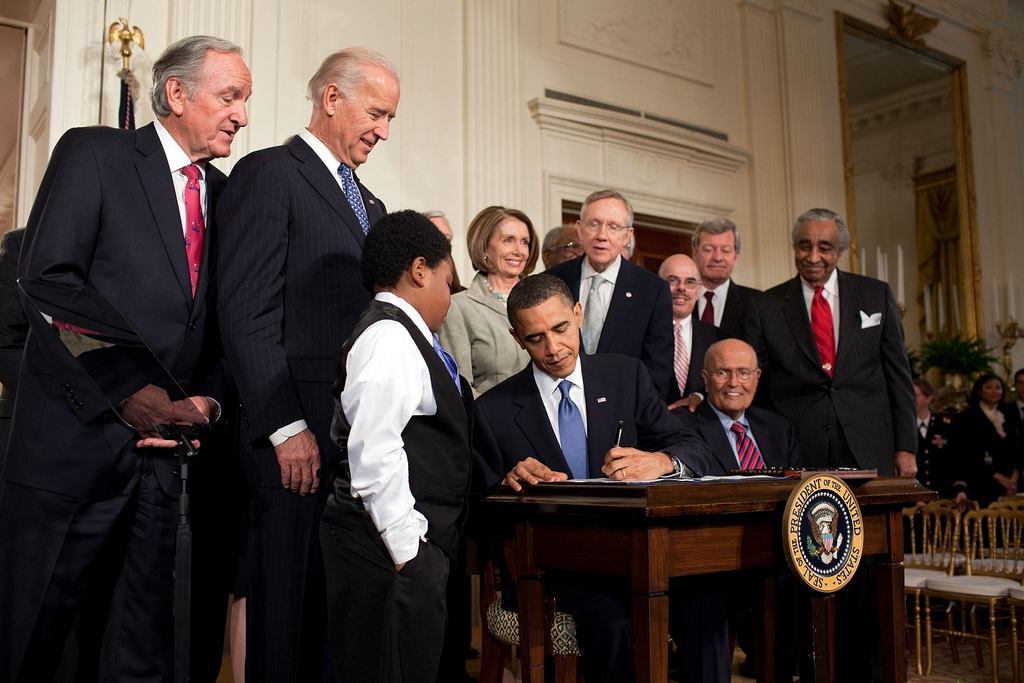
Prezydent Barack Obama podpisujący ustawę Affordable Care Act

Spiker Pelosi odegrała kluczową rolę w uchwaleniu Patient Protection and Affordable Care Act w 2010. Pelosi była kluczową postacią w przekonaniu prezydenta Baracka Obamy do kontynuowania działań na rzecz reformy systemu opieki zdrowotnej. Prezydent Obama planował kompromis z Partią Republikańską, gdy Scott Brown w styczniu 2010 wygrał wybory uzupełniające do Senatu rozpisane po śmierci Teda Kennedy’ego w stanie Massachusetts. Porażka demokratów, a w rezultacie utrata większości 3/5 w Senacie, była przez wielu postrzegana jako potencjalna śmierć dla reformy systemu opieki zdrowotnej. Pelosi doprowadziła do uchwalenia ustawy w Izbie Reprezentantów, przyjętej stosunkiem głosów 219 do 215 przy jednym głosie wstrzymującym się. Po głosowaniu była chwalona przez media z obu stron politycznego spektrum, przez media liberalne za uchwalenie ustawy, a przez media konserwatywne za polityczny geniusz.
Pelosi wielokrotnie głosowała za zwiększonym finansowaniem Medicare oraz Medicaid. Nie poparła ona planu Berniego Sandersa, mającego na celu wprowadzenie składkowego systemu ochrony zdrowia, wzorowanego na europejskim systemie państwa opiekuńczego.
10 marca 2017 Pelosi oświadczyła, że demokraci będą nadal walczyć z republikańskimi staraniami o uchylenie Obamacare. Wezwała również Partię Republikańską do podjęcia starań przez obie partie do znalezienia kompromisu. We wrześniu Pelosi wysłała list do członków Partii Demokratycznej, wychwalając senatora Johna McCaina, który ogłosił sprzeciw wobec republikańskich zamiarów obalenia ustawy.

#### Aborcja
Pelosi głosowała przeciwko Partial-Birth Abortion Ban Act. Była również przeciwniczką wcześniejszych prób uchwalenia podobnych zakazów oraz głosowała przeciwko kryminalizacji niektórych sytuacji, w których kobieta byłaby transportowana poza własny stan w celu podjęcia się zabiegowi aborcji. Głosowała za zniesieniem zakazu dokonywania aborcji przez kobiety znajdujące się na terenach baz wojskowych poza granicami kraju. Pelosi głosowała również za ustawą 1998 Abortion Funding Amendment, która pozwoliłaby na wykorzystanie funduszów samorządu (m.in. hrabstw) na promowanie działań związanych z aborcją.
W 2008 została skrytykowana przez arcybiskupa Donalda Wuerla za to, że była „niepoprawna” w komentarzach, które wypowiedziała publicznie na spotkaniu prasowym dotyczącym nauczania Kościoła na temat aborcji i tego kiedy zaczyna się życie człowieka. W oświadczeniu arcybiskupa zacytowano Pelosi, która stwierdziła, „że kościół nie był w stanie podać definicji momentu rozpoczęcia się życia człowieka”. Podczas wywiadu Pelosi powiedziała: „W historii Kościoła to [co stanowi moment poczęcia] jest kwestią kontrowersyjną”. W lutym 2009 Pelosi spotkała się z arcybiskupem George’em Niederauerem z San Francisco oraz z papieżem Benedyktem XVI w sprawie wyjaśnienia kontrowersji.

#### Antykoncepcja
W wywiadzie dla ABC News przeprowadzonym przez George’a Stephanopoulosa 25 stycznia 2009 Pelosi powiedziała, że usługi związane z planowaniem rodziny (w tym antykoncepcja) zmniejszają koszty dla rodzin, stanów oraz rządu federalnego.

### Bezpieczeństwo

#### Posiadanie broni

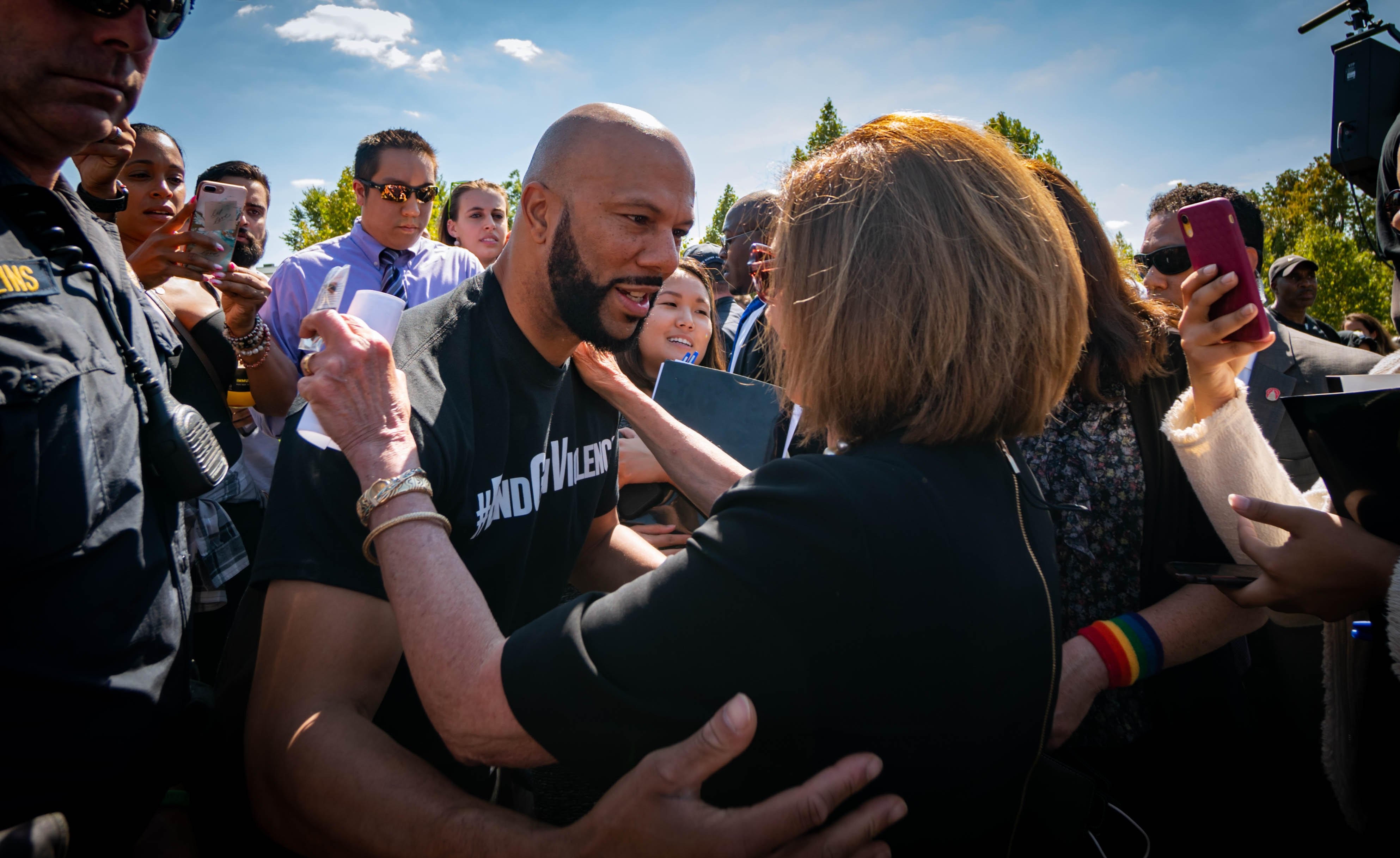
Nancy Pelosi podczas marszu End Gun Violence, 27 września 2019

Pelosi opowiada się za zwiększoną kontrolą potencjalnych właścicieli broni, a także za zakazem sprzedaży i używania broni szturmowej. W lutym 2013 wezwała do odważnych posunięć w zakresie kontroli broni, które przedstawiła była członkini Izby i ofiara masowej strzelaniny Gabrielle Giffords. W 2012 uzyskała ocenę 0% od Gun Owners of America i 7% od National Rifle Association of America za jej stanowisko w sprawie dostępu do broni.
W lutym 2018, po strzelaninie w Stoneman Douglas High School, Pelosi powiedziała, że republikanie kulący się ze strachu za lobbystami National Rifle Association of America to „atak na cały nasz kraj”, a ofiary „płacą cenę za ich bezczynność”. Poprosiła spikera Izby Ryana i republikanów o podjęcie działań poprzez rozważenie przepisów rozszerzających kontrolę osób chcących nabyć broń. Pelosi opowiedziała się również za utworzeniem specjalnej komisji ds. przemocy z użyciem broni palnej, a po odmowie wytknęła, że republikanie utworzyli wcześniej komisje śledcze dotyczące Planned Parenthood i ataku na Bengazi podczas wojny domowej w Libii.
W listopadzie 2018, po strzelaninie w Thousand Oaks, Pelosi wydała oświadczenie, w którym stwierdziła, że „Amerykanie zasługują na działania, mające na celu zakończenie codziennej epidemii przemocy z bronią, która kradnie życie naszym dzieciom” i zobowiązała się, że kontrola obrotu bronią będzie priorytetem dla Partii Demokratycznej po uzyskaniu większości w Izbie Reprezentantów.

#### Pobór wojskowy

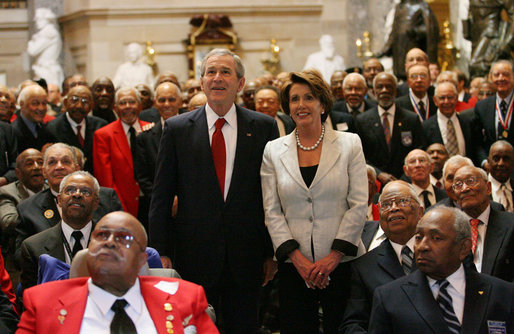
Prezydent George W. Bush i spiker Nancy Pelosi w towarzystwie członków 332. Grupy Myśliwskiej, 2007

Pelosi sprzeciwiła się planom kongresmena z Nowego Jorku, Charlesa Rangera, który ogłosił plan przywrócenia poboru wojskowego na terenie Stanów Zjednoczonych i ich terytoriów.

#### Wykorzystanie samolotów rządowych
W marcu 2009 New York Post napisał, że konserwatywna grupa Judicial Watch dotarła do e-maili wysłanych przez personel Pelosi, który poprosił, aby Siły Powietrzne Stanów Zjednoczonych (USAF) dostarczyły samoloty Boeing 757 do wykorzystania przez Pelosi do podróży finansowanych przez podatników. Pelosi odpowiedziała, że procedury dotyczące podróży zostały zainicjowane przez administrację prezydenta Busha z uwagi na obawy związane z bezpieczeństwem po zamachach 11 września (Pelosi jako spiker była druga w sukcesji prezydenckiej). Szef ochrony Izby Reprezentantów również wnioskował o większe samoloty z wydłużonym zasięgiem lotu pozwalające na pokonywanie dłuższych dystansów bez potrzeby dokonywania międzylądowań. Pentagon potwierdził, że Pelosi nie używała samolotu nadmiernie.

### Prezydentura Donalda Trumpa

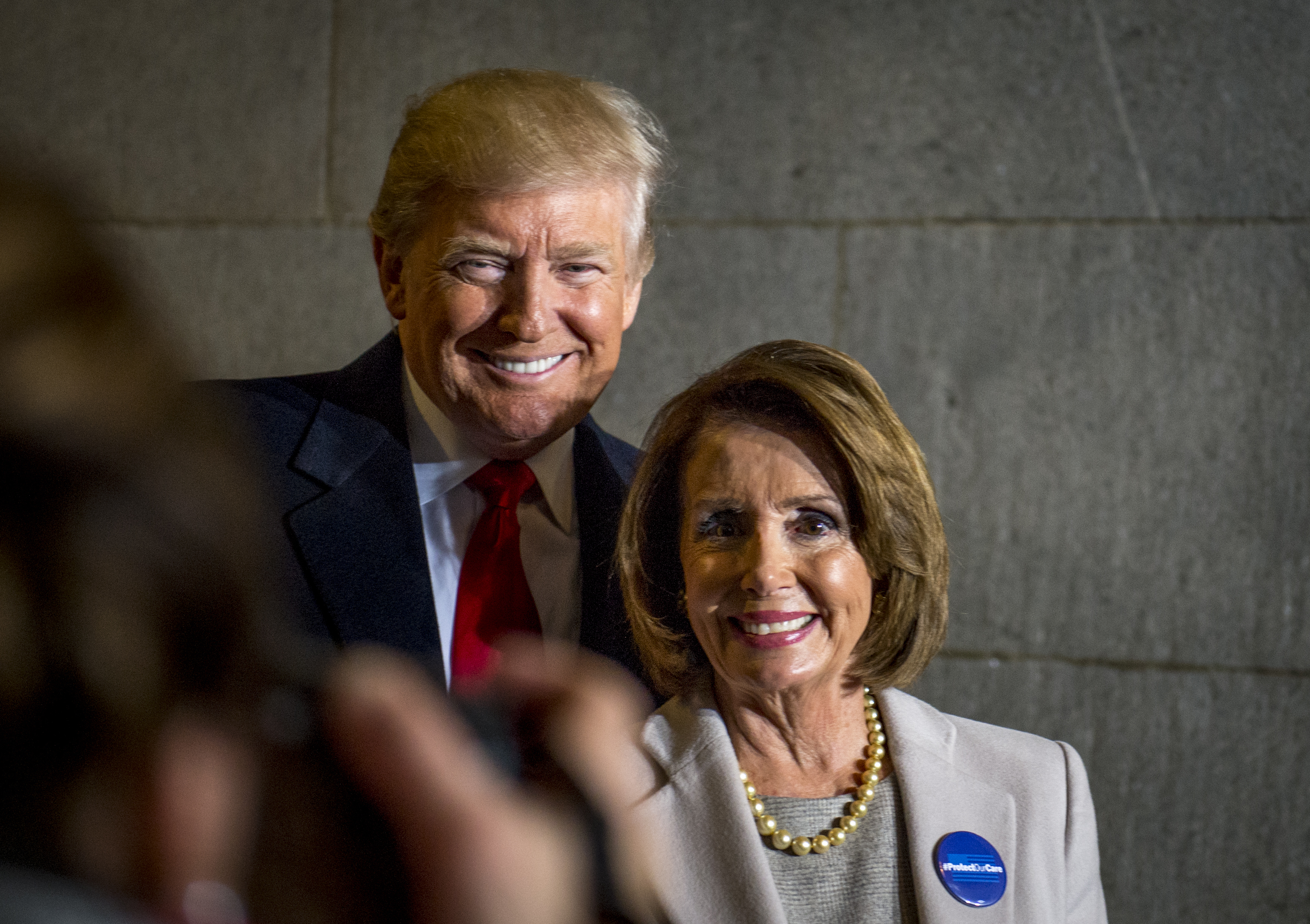
Prezydent elekt Donald Trump z Nancy Pelosi w dniu inauguracji Donalda Trumpa na prezydenta, 20 stycznia 2017

Podczas konferencji prasowej w dniu 9 czerwca 2017, kiedy reporter zapytał ją o tweety Trumpa w odpowiedzi na zeznania byłego szefa FBI, Jamesa Comeya, przed senacką Komisją ds. Wywiadu, Pelosi powiedziała, że nikt w Białym Domu nie wydaje się wystarczająco odważny, aby powiedzieć prezydentowi, że jego tweety były poniżej godności prezydentury i mówiła, że martwi się o jego kondycję psychiczną. W listopadzie 2017 zapytana o to, czy demokraci rozpoczną procedurę impeachmentu przeciwko Trumpowi w przypadku, gdy zdobędą większość mandatów w wyborach w 2018, Pelosi powiedziała, że nie będzie to jeden z ich priorytetów legislacyjnych, ale że można rozważyć tę opcję, jeśli wiarygodne dowody pojawią się podczas trwającego dochodzenia w sprawie rosyjskiej ingerencji w wybory w 2016.
W styczniu 2018 Pelosi odniosła się do orędzia o stanie państwa, wygłoszonego przez Trumpa. Określiła je jako „spektakl pozbawiony jakichkolwiek poważnych pomysłów politycznych, z którymi obie strony politycznego spektrum mogłyby współpracować”. Zakwestionowała również odmowę prezydenta w sprawie wprowadzenia sankcji przeciwko Rosji po tym, jak ponad 500 członków Kongresu zagłosowało za ich przyjęciem.
W lutym, po tym jak Trump zablokował wydanie oświadczenia demokratycznych członków Komisji ds. Wywiadu Izby, Pelosi powiedziała, że akt ten był „oszałamiająco bezczelną próbą ukrycia prawdy o związkach Trumpa z Rosją przed narodem amerykańskim” oraz „niebezpiecznym i desperackim schematem zachowań prezydenta, który pokazał, że ma coś do ukrycia”.
W marcu Pelosi stwierdziła, że „bardziej martwi ją polityka prezydenta, która podważa bezpieczeństwo finansowe amerykańskich rodzin pracujących”, niż erotyczny skandal Donalda Trumpa z gwiazdą porno Stormy Daniels. Pelosi zauważyła, że skandal uwypuklił podwójne standardy republikanów w kwestiach dotyczących wartości rodzinnych i oczekiwań dotyczących zachowań prezydenckich. Partia Republikańska zignorowała skandal, ale według Pelosi, gdyby taka sytuacja zdarzyła się pomiędzy gwiazdą porno a członkiem Partii Demokratycznej, „Republikanie nie zostawiliby na nim suchej nitki”.
W kwietniu prezydent Trump zastosował prawo łaski wobec „Scootera” Libby’ego. Pelosi opublikowała pismo, w którym odniosła się do ułaskawiania: „Wysyła niepokojący sygnał do sojuszników prezydenta, że nieprzestrzeganie prawa zostanie nagrodzone”. Stwierdziła również, że sytuacja, w której uprawia się poplecznictwo, a kłamiący pod przysięgą otrzymują prawo łaski „zagraża uczciwości specjalnego dochodzenia i naszej demokracji”.
15 sierpnia, po tym, jak Trump odwołał dyrektora CIA, Johna Brennana, Pelosi stwierdziła, że posunięcie to było „oszałamiającym nadużyciem władzy i żałosną próbą uciszenia krytyków” oraz próbą odwrócenia uwagi przez Trumpa od innych problemów jego administracji. Pelosi i Charles Schumer spotkali się z Donaldem Trumpem i Mikiem Pence’em w grudniu 2018, aby omówić zmiany, które należy wprowadzić, gdy demokraci przejmą władzę w Izbie Reprezentantów w styczniu 2019.
W styczniu 2019 Nancy Pelosi pochwaliła decyzję Donalda Trumpa, który poparł lidera opozycji i przewodniczącego Zgromadzenia Narodowego Juana Guaidó w walce o władzę podczas kryzysu prezydenckiego w Wenezueli.

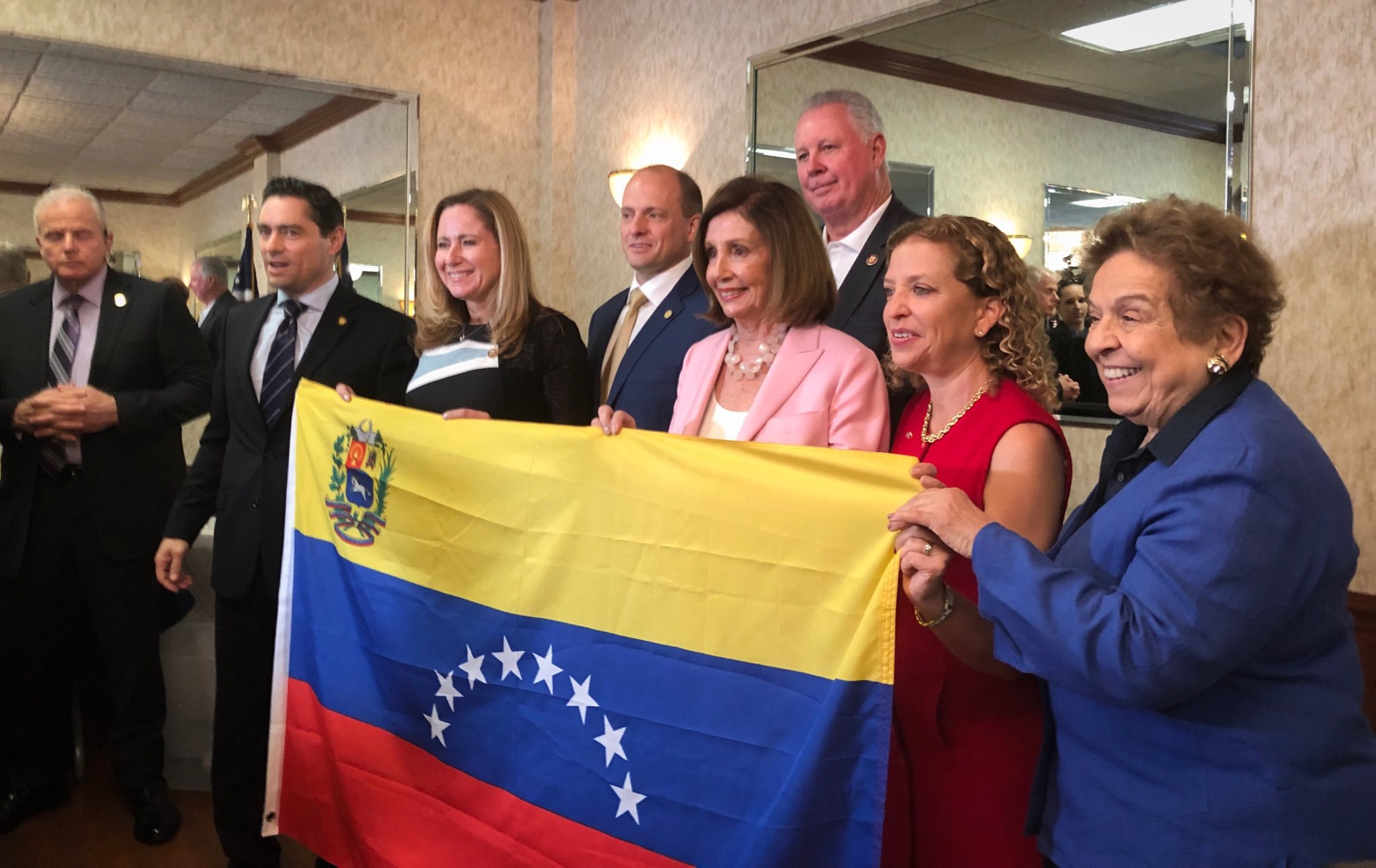
Pelosi i Debbie Wasserman Schultz na wiecu poparcia dla decyzji Donalda Trumpa, który wsparł lidera opozycji Juana Guaidó podczas kryzysu konstytucjonalnego w Wenezueli

Po wyborach w listopadzie 2018 demokraci przejęli kontrolę w Izbie Reprezentantów, a Pelosi odzyskała stanowisko spikera. Już w pierwszych tygodniach po zaprzysiężeniu nowego Kongresu wiele komisji rozpoczęło śledztwa mające na celu wyjaśnienie działań Donalda Trumpa i członków jego gabinetu. W kwietniu 2019 Donald Trump powiedział, że nie podejmie współpracy i zakazał członkom swojej administracji zeznawać przed komisjami oraz dzielić się z nimi jakimikolwiek dokumentami.
7 maja 2019 Biały Dom interweniował w sprawie przesłuchania Dona McGahna, informując komisje Izby, że wszelkie wezwania członków administracji były kierowane bezpośrednio do prawników pracujących w administracji prezydenta. Pelosi wezwała demokratów do „skupienia się raczej na ustalaniu faktów, niż na perspektywie jakiegokolwiek impeachmentu”. Interwencję administracji Donalda Trumpa skomentowała „Trump namawia nas, by go oskarżyć”.
22 maja 2019, gdy administracja Trumpa nadal ignorowała wezwania sądowe, odmawiała wydania dokumentów oraz zachęcała lub nakazywała obecnym i byłym urzędnikom, by nie zeznawali w Kongresie, Pelosi wraz z członkami Partii Demokratycznej oświadczyła: „Uważamy, że prezydent Stanów Zjednoczonych jest zaangażowany w ukrywanie prawdy”. Po zapoznaniu się z oświadczeniem Pelosi, Trump wyszedł ze spotkania z Chuckiem Schumerem, podczas którego były omawiane inwestycje w infrastrukturę wynoszące ponad 2 miliardy dolarów. Rzecznik prezydenta skomentował, że Donald Trump nie będzie współpracował z demokratami dopóki nie zaprzestaną oni prowadzenia dochodzeń w sprawie jego działań. Pelosi odpowiedziała oskarżeniem Donalda Trumpa o poplecznictwo.
5 czerwca 2019, podczas spotkania prezydium Partii Demokratycznej Pelosi oświadczyła, że nie chce rozpoczynać procedury impeachmentu, a zamiast tego woli zobaczyć Donalda Trumpa w więzieniu. Wiele źródeł potwierdziło, że preferowana przez demokratów strategia to pokonanie Donalda Trumpa w wyborach prezydenckich w 2020, w wyniku czego straciłby on immunitet i niezależna już od niego prokuratura i prokurator generalny Stanów Zjednoczonych mogliby zająć się śledztwami rozpoczętymi przez komisje Izby.

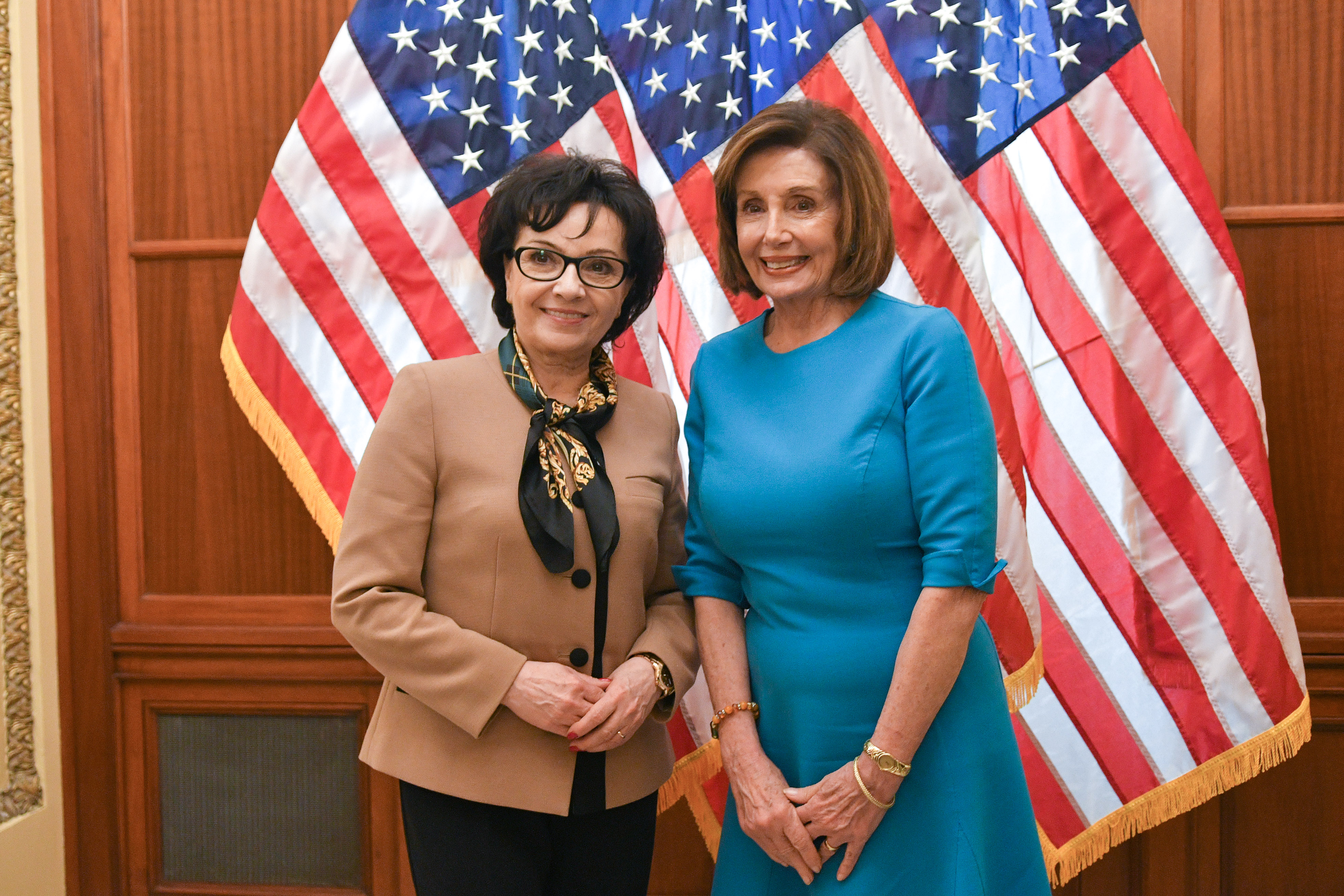
Nancy Pelosi podczas spotkania z Marszałek Sejmu Elżbietą Witek w marcu 2020 roku

24 września 2019 Nancy Pelosi ogłosiła wszczęcie postępowania w sprawie impeachmentu Donalda Trumpa.

### Sprawy zagraniczne

#### Chiny

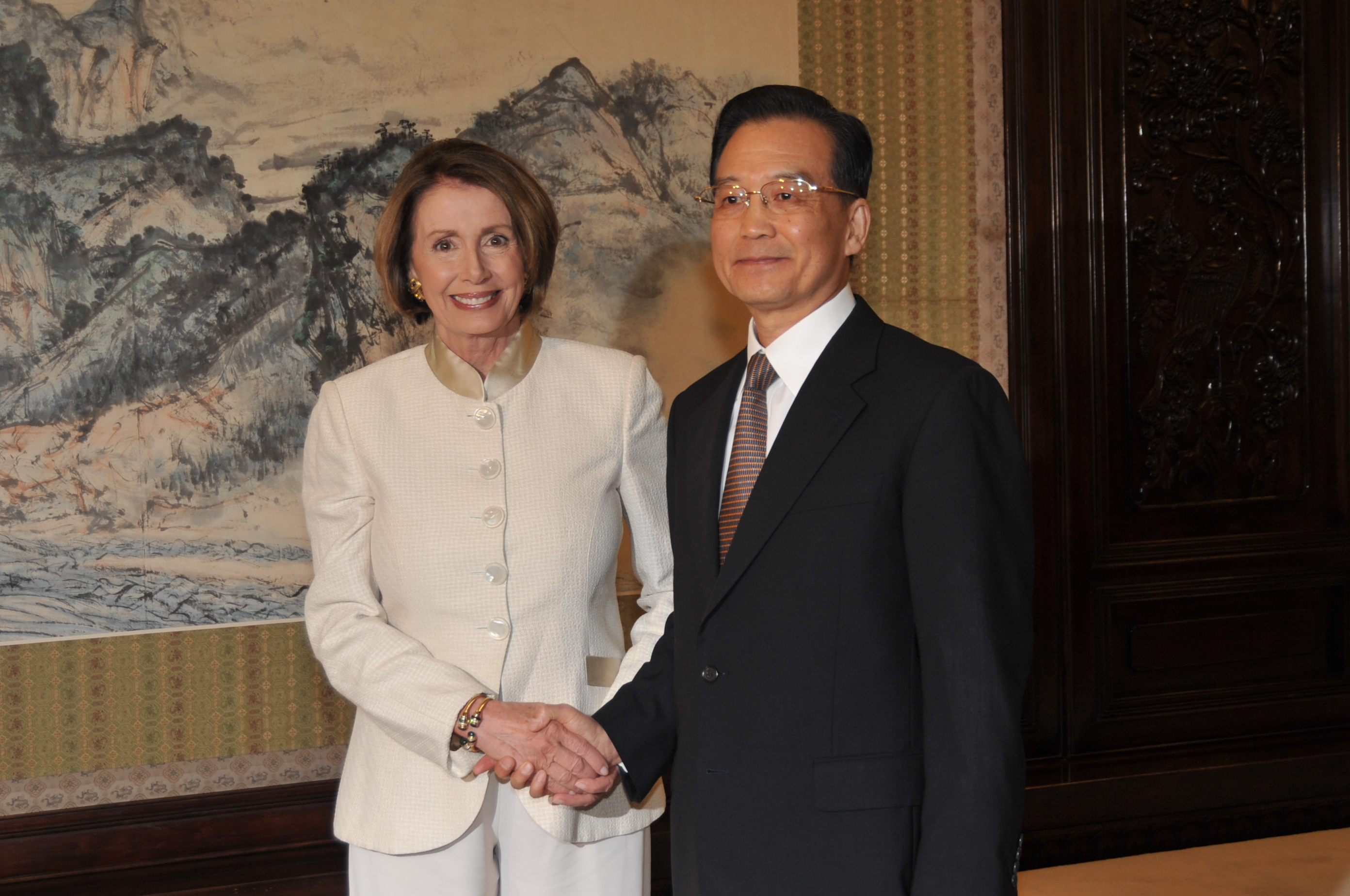
Pelosi z premierem Chińskiej Republiki Ludowej Wen Jiabao podczas spotkania w Pekinie w 2009

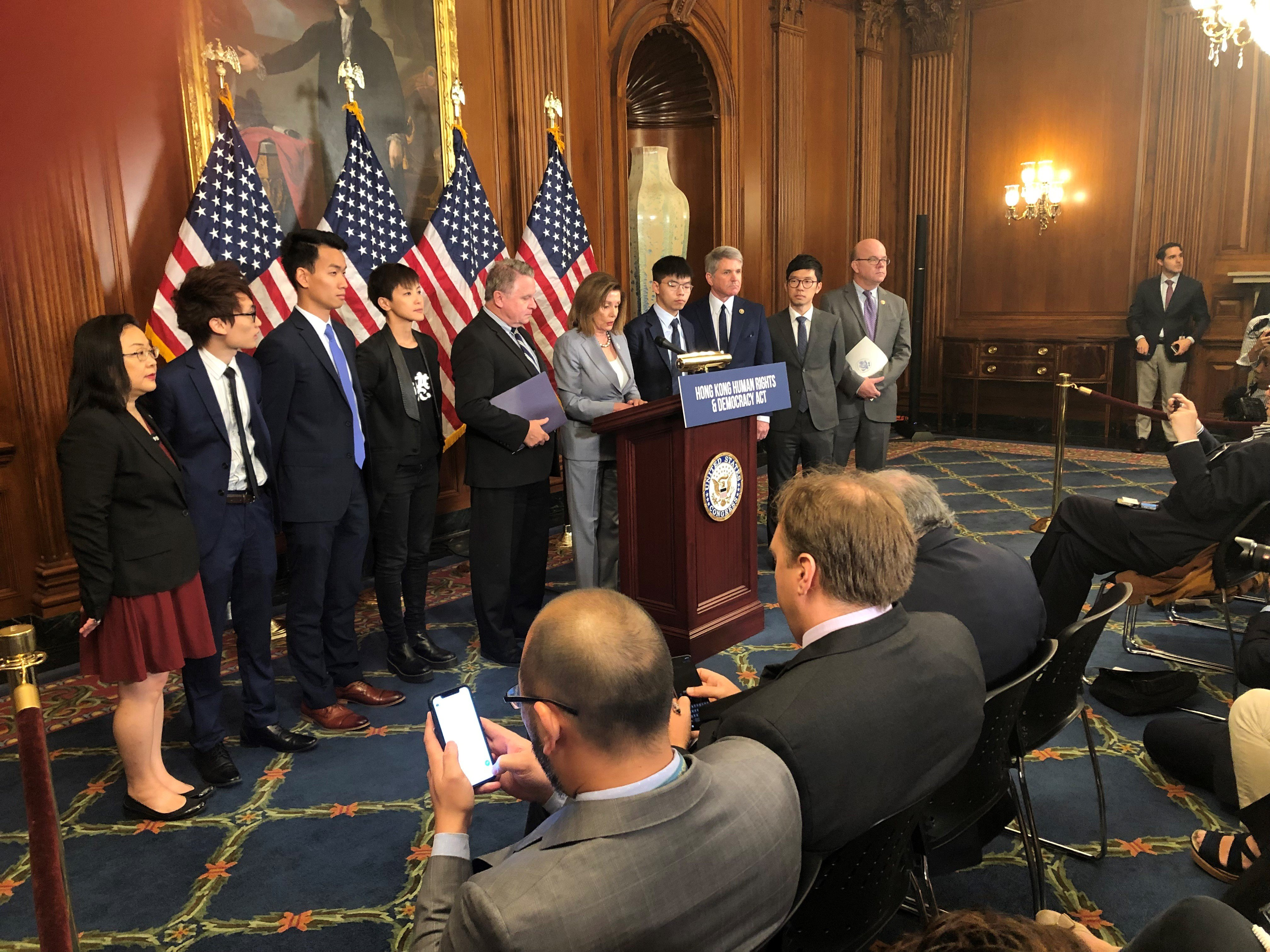
Pelosi na konferencji prasowej z uczestnikami protestów w Hongkongu w 2019

W marcu 2008, po spotkaniu z Dalajlamą, Pelosi skrytykowała Chińską Republikę Ludową za metody wygaszenia protestów Tybetańczyków i wezwała „ludzi kochających wolność” na całym świecie do potępienia Chin. Powiedziała: „Sytuacja w Tybecie stanowi wyzwanie dla sumienia świata”, zwracając się do tłumu tysięcy Tybetańczyków w Dharamsali w Indiach.
W październiku 2008 Pelosi poparła „śmiałą decyzję” Parlamentu Europejskiego w sprawie przyznania Nagrody im. Sacharowa „Za wolność myśli” chińskiemu dysydentowi i działaczowi na rzecz praw człowieka, Hu Jia. Oświadczenie Pelosi brzmiało: „Wzywam rząd chiński do natychmiastowego i bezwarunkowego zwolnienia Hu Jia z więzienia oraz do poszanowania podstawowych wolności wszystkich ludzi w Chinach”.
W maju 2009 Pelosi przewodniczyła delegacji Kongresu Stanów Zjednoczonych do Pekinu. Podczas wizyty spotkała się z premierem Chińskiej Republiki Ludowej, Wen Jiabao. Wraz z delegacją uczestniczyła w sesji Ogólnochińskiego Zgromadzenia Przedstawicieli Ludowych w Wielkiej Hali Ludowej.
Zanim administracja Trumpa podjęła konkretne środki przeciwko Chinom pod koniec marca 2018, Pelosi i inni przywódcy demokratyczni wywarli nacisk na Donaldzie Trumpie, aby bardziej skoncentrował się na Chinach. Pelosi wezwała Trumpa do zajęcia zdecydowanego stanowiska w sprawie nieuczciwych barier rynkowych w Chinach oraz do zwrócenia uwagi na chińskie władze wymagające od amerykańskich firm rezygnacji z praw do własności intelektualnej.
We wrześniu 2019 Pelosi spotkała się z uczestnikiem protestów w Hongkongu, Joshuą Wongiem, w Kapitolu Stanów Zjednoczonych, w Waszyngtonie. Chińskie media państwowe skrytykowały Pelosi za „wspieranie i legitymizowanie radykalnych aktywistów”.

#### Kolumbia
Pelosi publicznie skrytykowała prezydenta Kolumbii Álvaro Uribe podczas jego wizyty w Stanach Zjednoczonych w maju 2007. Pelosi po spotkaniu z nim wydała oświadczenie, w którym stwierdziła, że ona i inni członkowie Kongresu „wyrazili rosnące zaniepokojenie poważnymi zarzutami” powiązań między członkami kolumbijskiej administracji a grupami paramilitarnymi w Kolumbii. Pelosi sprzeciwiała się również umowie o wolnym handlu między Kolumbią i Stanami Zjednoczonymi.

#### Kuba

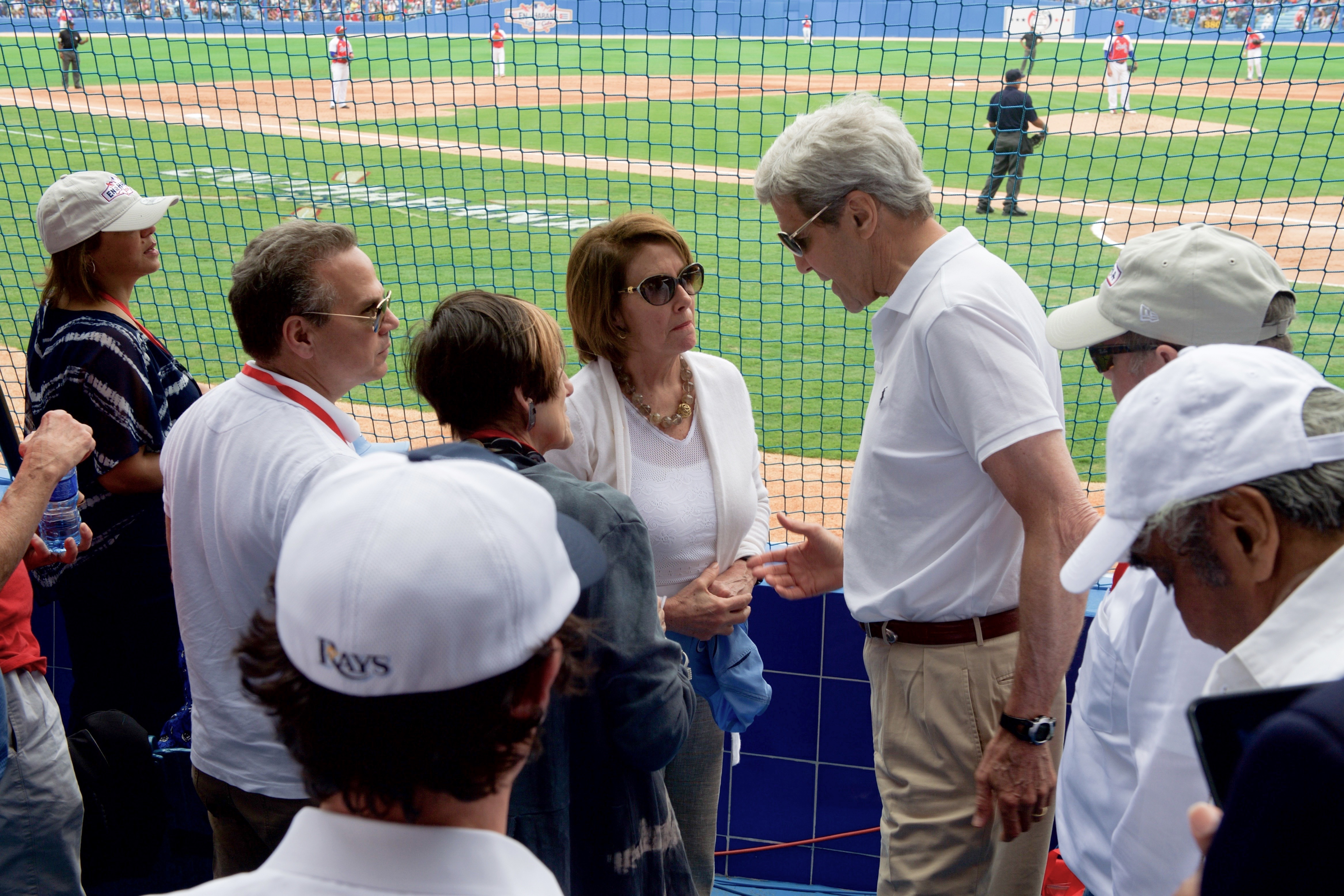
Sekretarz stanu John Kerry rozmawiający z Pelosi na Estadio Latinoamericano w Hawanie

W 2008 Pelosi powiedziała: „Od lat sprzeciwiam się amerykańskiemu embargu na towary kubańskie. Nie sądzę, żeby się powiodło. Myślę, że musimy pozwolić na podróże między obu krajami i mieć więcej wymiany oraz kontaktów międzyludzkich z Kubą”. W 2015 Pelosi wsparła działania Baracka Obamy mające na celu ocieplenie stosunków między Stanami Zjednoczonymi i Kubą. Razem z Barackiem Obamą i Johnem Kerrym odwiedziła Hawanę w 2016.

#### Pierwsza wojna w Zatoce Perskiej
Pelosi była przeciwna I wojnie w Zatoce Perskiej.

#### Iran

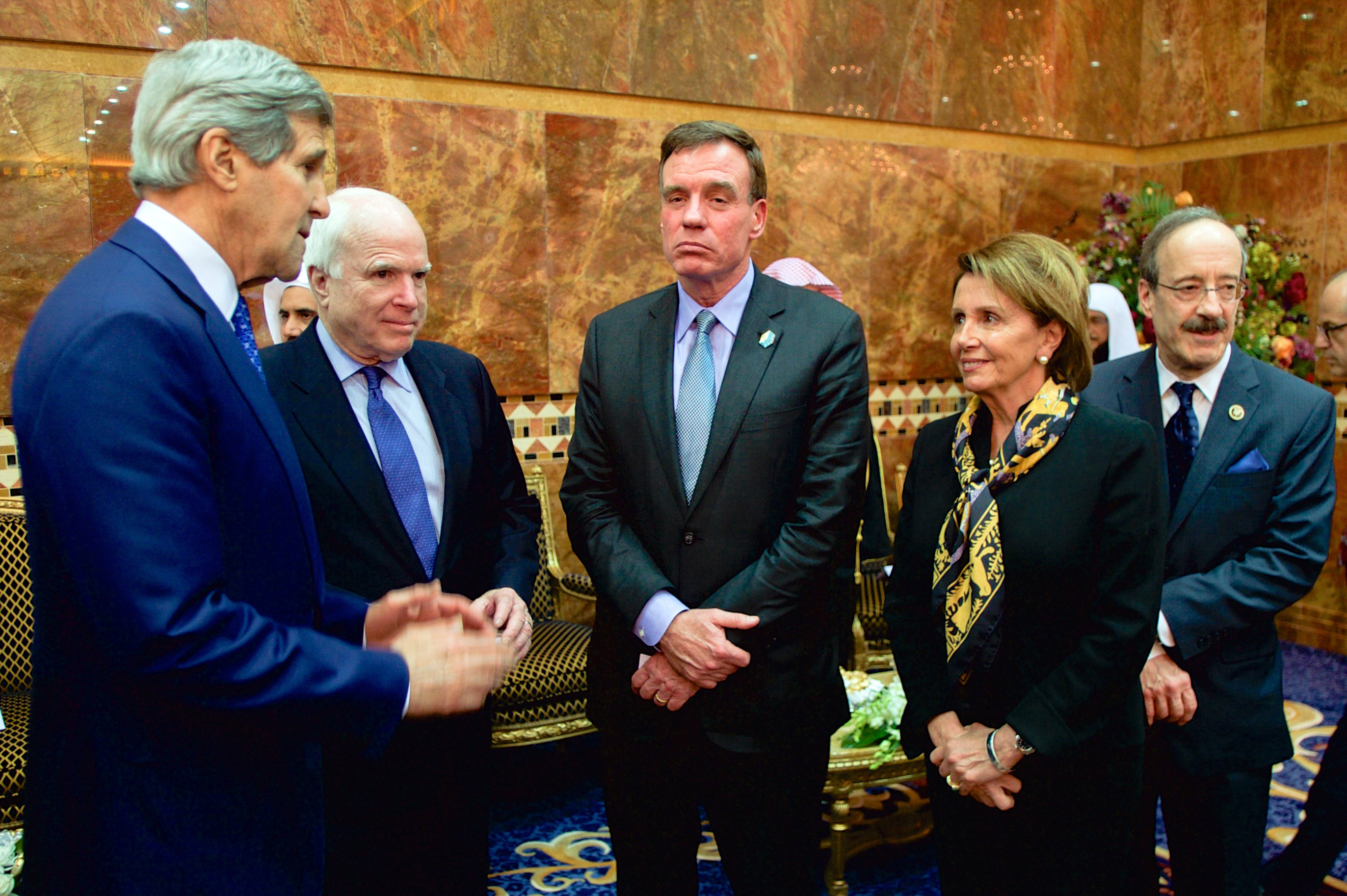
John Kerry, John McCain i Nancy Pelosi na spotkaniu z nowym królem Arabii Saudyjskiej – Salmanem ibn Abd al-Aziz Al Su’udem

W wywiadzie z 15 lutego 2007 Pelosi zauważyła, że Bush konsekwentnie popiera dyplomatyczne rozwiązanie różnic z Iranem „i wierzy mu na słowo”. Jednocześnie powiedziała: „Wierzę, że Kongres powinien się jednak domagać i jasno powiedzieć, że nie ma możliwości, żeby jakikolwiek prezydent, mógł udać się do Iranu”.
W dniu 12 stycznia 2007 Walter B. Jones z Karoliny Północnej wprowadził projekt ustawy, która wymaga, aby – w sytuacji braku konieczności natychmiastowego reagowania na zagrożenie dla bezpieczeństwa narodowego, spowodowanego atakiem lub wyraźnie zbliżającym się atakiem Iranu na Stany Zjednoczone lub ich siły zbrojne – prezydent był zobligowany do konsultowania się z Kongresem i uzyskania specjalnego upoważnienia przed rozpoczęciem jakiegokolwiek użycia siły wojskowej przeciwko Iranowi. Pelosi sprzeciwiała się ustawie i usunęła projekt z agendy Izby 13 marca 2007.
W lipcu 2015 Pelosi powiedziała, że jest przekonana, że prezydentowi Obamie uda się zebrać wystarczające poparcie, żeby uchwalić porozumienie nuklearne z Iranem (JCPOA). Przygotowaną przez Partię Demokratyczną ustawę nazwała „arcydziełem dyplomatycznym”.
W 2016 Pelosi argumentowała przeciwko przyjęciu dwóch ustaw, które – gdyby zostały uchwalone – zablokowałyby dostęp Iranu do dolara i nałożyłyby sankcje za jego program rakiet balistycznych. W liście do członków Izby Reprezentantów napisała: „Bez względu na to, czy poparliście JCPOA, wszyscy zgadzamy się, że Iran nie może posiadać broni nuklearnej. W tym momencie JCPOA jest najlepszym sposobem na osiągnięcie tego kluczowego celu”.
W maju 2018, po ogłoszeniu przez Donalda Trumpa planów wycofania się z JCPOA, Pelosi skomentowała, że Donald Trump porzuca amerykańskie wartości oraz osłabia pozycję Stanów Zjednoczonych jako lidera Wolnego Świata.

#### Wojna w Iraku

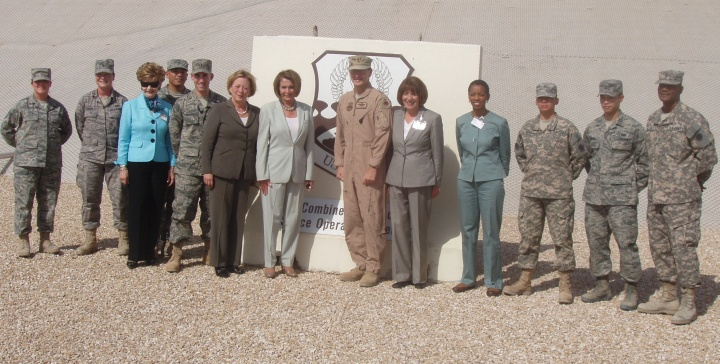
Pelosi wraz z żołnierzami stacjonującymi w bazie Al Udeid Air Base w Katarze, 2010

W 2002 Pelosi sprzeciwiła się rezolucji zezwalającej prezydentowi Bushowi na użycie siły wojskowej przeciwko Irakowi. Wyjaśniając swój sprzeciw wobec rezolucji, Pelosi zauważyła, że dyrektor Central Inteligence Agency, George Tenet, powiedział Kongresowi, że prawdopodobieństwo, że Saddam Hussein rozpocznie atak na USA przy użyciu broni masowego rażenia, jest niskie. „Chodzi o Konstytucję”, powiedziała Pelosi. „Chodzi o to, by Kongres potwierdził swoje prawo do wypowiedzenia wojny, gdy jesteśmy w pełni świadomi wyzwań, jakie stoją przed nami. Chodzi o poszanowanie Organizacji Narodów Zjednoczonych i wybranie podejścia do sprawy, które jest najbezpieczniejsze dla naszych żołnierzy”. Pomimo sprzeciwu Pelosi i Partii Demokratycznej, Kongres uchwalił rezolucję upoważniającą prezydenta Busha do użycia sił zbrojnych Stanów Zjednoczonych przeciwko Irakowi.
Chociaż Pelosi głosowała przeciwko wojnie w Iraku, wielokrotnie głosowała za kontynuowaniem wsparcia finansowego dla operacji po jej rozpoczęciu. Spowodowało to protesty działaczy antywojennych w San Francisco. Politolog Uniwersytetu Kalifornijskiego w Berkeley, Bruce Cain, zauważył, że ta decyzja może kosztować ją stanowisko liderki mniejszości, co jednak nie stało się.

#### Korea Północna
Nancy Pelosi jest jednym z niewielu członków Kongresu, którzy odwiedzili Koreę Północną. Wyraziła swoje zastrzeżenia wobec reżimu oraz zaniepokojenie wywołane zbrojeniem się tego państwa. Wyraziła również zaniepokojenie problemami związanymi z głodem i opresjami władz wobec ludności Korei Północnej.
W sierpniu 2017 Pelosi skrytykowała Donalda Trumpa, który w odpowiedzi na testy rakietowe przeprowadzone przez Koreę Północną powiedział, że: „Korea spotka się ogniem i furią, jakich świat jeszcze nie widział”. Pelosi stwierdziła, że te komentarze były „lekkomyślne, podburzające i wykazujące poważny brak uznania dla powagi sytuacji nuklearnej w Korei Północnej. Jego [Donalda Trumpa] wymachiwanie szabelką i impulsywna retoryka podważyły naszą wiarygodność na arenie międzynarodowej”.
W listopadzie 2017 Pentagon rozesłał do parlamentarzystów list informujący, że inwazja lądowa i zniszczenie broni atomowej Korei Północnej, to jedyny sposób na zneutralizowanie groźby nuklearnej, której sprawcą jest Korea Północna. Pelosi odpowiedziała, że ma zastrzeżenia co do tego rozwiązania i wezwała sekretarza obrony do „wykorzystania wszystkich innych opcji”.
Po wizycie Donalda Trumpa w Korei Północnej w czerwcu 2018, Pelosi w swoim oświadczeniu stwierdziła m.in.: „W pośpiechu, aby osiągnąć porozumienie, prezydent Trump podniósł Koreę Północną do poziomu Stanów Zjednoczonych, zachowując status reżimu”.

#### Rosja

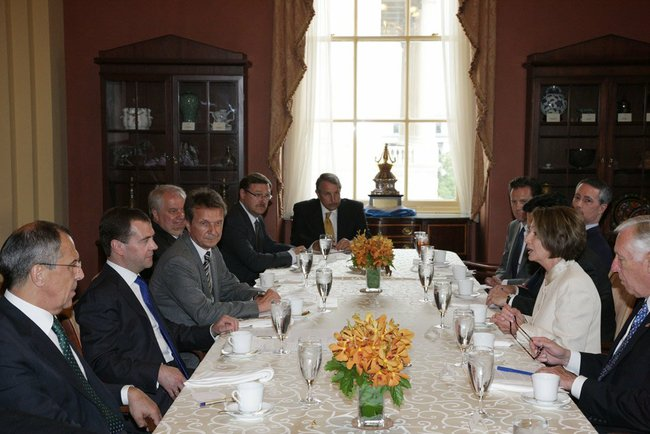
Pelosi na spotkaniu z prezydentem Rosji Dmitrijem Miedwiediewem i ministrem spraw zagranicznych Siergiejem Ławrowem, czerwiec 2010

W grudniu 2017 Pelosi napisała list do Paula Ryana, opowiadając się za kontynuowaniem dochodzenia Izby Reprezentantów w sprawie rosyjskiej ingerencji w wybory w 2016, uzasadniając, że Amerykanie zasłużyli na „kompleksowe i uczciwe dochodzenie w sprawie rosyjskiego ataku na demokrację”, a także na „demokrację i bezpieczeństwo narodowe Ameryki, które jest na szali”. Pelosi przytoczyła potrzebę „pełnego zbadania ataku Rosji na nasze systemy wyborcze, aby zapobiec przyszłym ingerencjom w proces demokratyczny”.
Po opublikowaniu raportu Partii Republikańskiej dotyczącego nadużyć ze strony Departamentu Sprawiedliwości w lutym 2018, Pelosi oskarżyła Trumpa o bratanie się z prezydentem Rosji Władimirem Putinem kosztem bezpieczeństwa narodowego. W lipcu 2018 Pelosi zasugerowała, że: „Donald Trump jest szantażowany przez Rosję, gdyż jest to jedyne wyjaśnienie jego tchórzliwego zachowania”. Powiedziała również, że Władimir Putin nie byłby mile widziany w Kongresie podczas swojej wizyty w Waszyngtonie. Wezwała spikera Izby, Paula Ryana, by „wyjaśnił, że nie ma – i nigdy nie będzie – zaproszenia dla bandytów takich jak Putin, aby przemawiali przed Kongresem Stanów Zjednoczonych”.

#### Syria i Libia
Pelosi popierała ustawę Syria Accountability Act i Iran Freedom and Support Act. W przemówieniu podczas corocznej konferencji American Israel Public Affairs Committee (AIPAC) Pelosi powiedziała, że „zbyt długo przywódcy obu partii nie zrobili wystarczająco dużo”, aby wywrzeć presję na Rosję i Chiny, które dostarczają Iranowi informacje technologiczne na broni i rakiet nuklearnych.
Pelosi poparła dowodzoną przez NATO interwencję wojskową w Libii w 2011. Opowiadała się także za uzbrojeniem partyzantów w Syrii (operacja: Timber Sycamore).
W styczniu 2019 Pelosi skrytykowała zapowiedziane przez Donalda Trumpa wycofanie wojsk z Syrii i Afganistanu. Decyzję Trumpa nazwała „świątecznym prezentem dla Władimira Putina. W liście do członków Partii Demokratycznej w październiku 2019 Pelosi ogłosiła, że obie partie potępiają prezydenta Trumpa oraz wycofanie przez niego wojsk z północnej Syrii. Według Pelosi „ta decyzja wysyła niebezpieczny komunikat do Iranu i Rosji, a także do naszych sojuszników, że Stany Zjednoczone nie są już zaufanym partnerem militarnym”.

#### Turcja
W połowie października 2007 Komisja Spraw Zagranicznych Izby Reprezentantów przyjęła rezolucję oficjalnie uznającą zabójstwa Ormian przez Turków osmańskich w 1915. Pelosi ogłosiła poddanie tej rezolucji pod głosowanie całej Izby. Projekt rezolucji spotkał się z krytyką ze strony prezydenta Busha i ze strony Turcji, a premier Turcji Recep Tayyip Erdoğan powiedział, że przyjęcie rezolucji zagroziłoby stosunkom amerykańsko-tureckim. W wyniku spadku poparcia publicznego dla rezolucji autorzy wycofali się z prób uchwalenia jej, a Pelosi zgodziła się odłożyć sprawę na bok.
Rezolucja oficjalnie uznająca ludobójstwo została przyjęta podczas 2. kadencji Pelosi jako spikera 10 października 2019. Izba uchwaliła ją stosunkiem głosów 405 do 11.

## Historia wyborcza

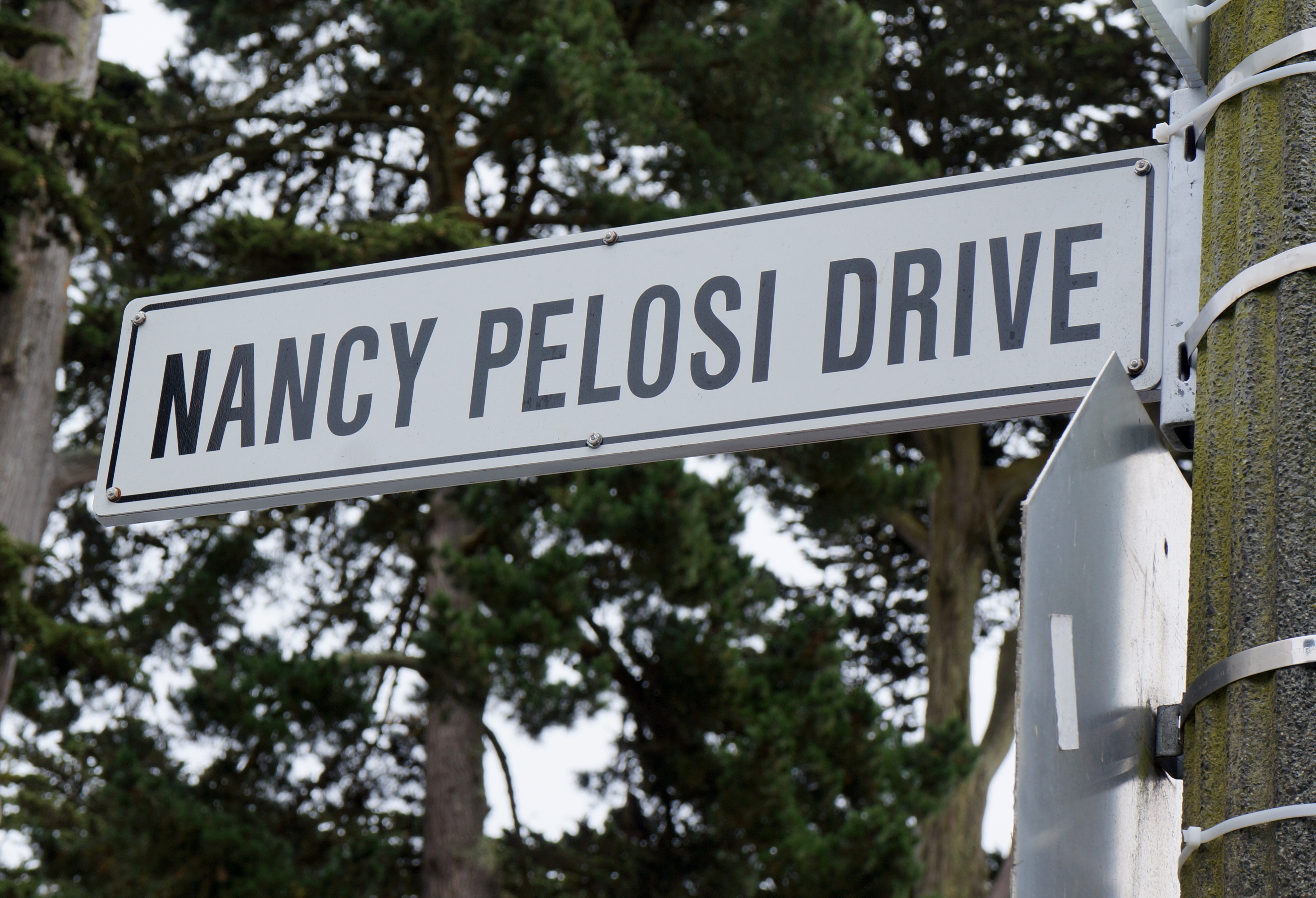
Rada Miasta San Francisco nazwała ulicę w Golden Gate Park imieniem Nancy Pelosi w podziękowaniu za jej służbę i reprezentowanie interesów miasta

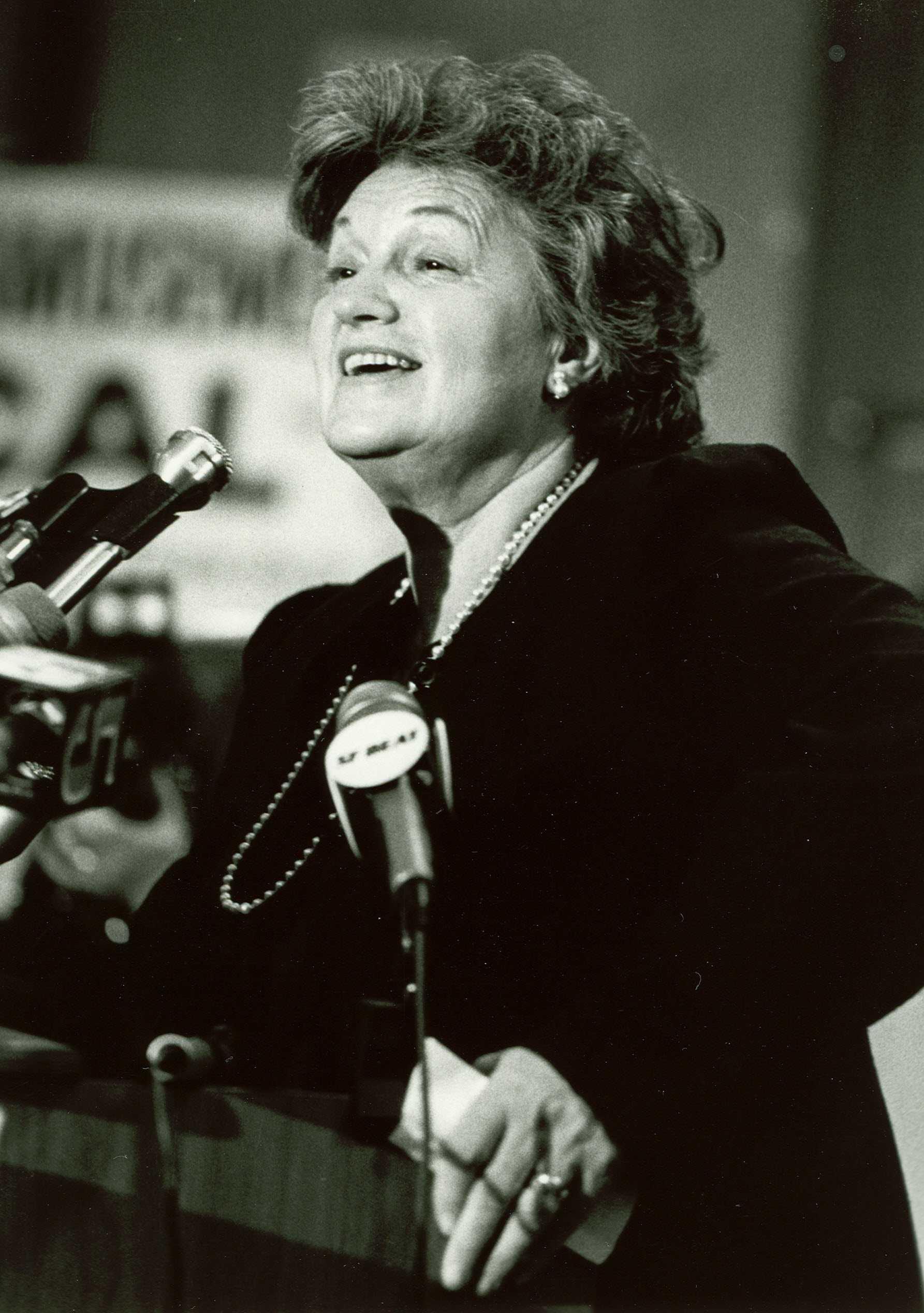
Sala Burton, którą w 1987 na stanowisku zastąpiła Nancy Pelosi

| Wybory                         | Partia                          | Partia               | Okręg / urząd                  | Wynik           | Wynik          |
| ------------------------------ | ------------------------------- | -------------------- | ------------------------------ | --------------- | -------------- |
| Uzupełniające w 1987           |                                 | Partia Demokratyczna | 5. okręg wyborczy w Kalifornii | T               | 46 428 (63,3%) |
| 1988                           | T                               | Partia Demokratyczna | 5. okręg wyborczy w Kalifornii | 133 530 (76,4%) |                |
| 1990                           | T                               | Partia Demokratyczna | 5. okręg wyborczy w Kalifornii | 120 633 (77,2%) |                |
| 1992                           | 8. okręg wyborczy w Kalifornii  | Partia Demokratyczna | T                              | 191 906 (82,5%) |                |
| 1994                           | 8. okręg wyborczy w Kalifornii  | Partia Demokratyczna | T                              | 137 642 (81,8%) |                |
| 1996                           | 8. okręg wyborczy w Kalifornii  | Partia Demokratyczna | T                              | 175 216 (84,3%) |                |
| 1998                           | 8. okręg wyborczy w Kalifornii  | Partia Demokratyczna | T                              | 148 027 (85,8%) |                |
| 2000                           | 8. okręg wyborczy w Kalifornii  | Partia Demokratyczna | T                              | 181 847 (84,5%) |                |
| 2002                           | 8. okręg wyborczy w Kalifornii  | Partia Demokratyczna | T                              | 127 684 (79,6%) |                |
| Spikerskie w 2003              | Spiker Izby Reprezentantów      | Partia Demokratyczna | N                              | 201 – 228       |                |
| 2004                           | 8. okręg wyborczy w Kalifornii  | Partia Demokratyczna | T                              | 224 017 (83,1%) |                |
| Spikerskie w 2005              | Spiker Izby Reprezentantów      | Partia Demokratyczna | N                              | 199 – 226       |                |
| 2006                           | 8. okręg wyborczy w Kalifornii  | Partia Demokratyczna | T                              | 148 435 (80,4%) |                |
| Spikerskie w 2007              | Spiker Izby Reprezentantów      | Partia Demokratyczna | T                              | 233 – 202       |                |
| 2008                           | 8. okręg wyborczy w Kalifornii  | Partia Demokratyczna | T                              | 204 996 (71,9%) |                |
| Spikerskie w 2009              | Spiker Izby Reprezentantów      | Partia Demokratyczna | T                              | 255 – 174       |                |
| 2010                           | 8. okręg wyborczy w Kalifornii  | Partia Demokratyczna | T                              | 167 957 (80,1%) |                |
| Spikerskie w 2011              | Spiker Izby Reprezentantów      | Partia Demokratyczna | N                              | 173 – 241       |                |
| 2012                           | 12. okręg wyborczy w Kalifornii | Partia Demokratyczna | T                              | 253 709 (85,1%) |                |
| Spikerskie w 2013              | Spiker Izby Reprezentantów      | Partia Demokratyczna | N                              | 192 – 220       |                |
| 2014                           | 12. okręg wyborczy w Kalifornii | Partia Demokratyczna | T                              | 160 067 (83,3%) |                |
| Spikerskie w styczniu 2015     | Spiker Izby Reprezentantów      | Partia Demokratyczna | N                              | 164 – 216       |                |
| Spikerskie w październiku 2015 | Spiker Izby Reprezentantów      | Partia Demokratyczna | N                              | 184 – 236       |                |
| 2016                           | 12. okręg wyborczy w Kalifornii | Partia Demokratyczna | T                              | 274 035 (80,9%) |                |
| Spikerskie w 2017              | Spiker Izby Reprezentantów      | Partia Demokratyczna | N                              | 189 – 239       |                |
| 2018                           | 12. okręg wyborczy w Kalifornii | Partia Demokratyczna | T                              | 275 292 (86,8%) |                |
| Spikerskie w 2019              | Spiker Izby Reprezentantów      | Partia Demokratyczna | T                              | 220 – 192       |                |

Jedynymi trudnymi do wygrania wyborami dla Pelosi były wybory uzupełniające, w wyniku których zastąpiła Salę Burton po jej śmierci w lutym 1987. W prawyborach Partii Demokratycznej, Pelosi nieznacznie w głosowaniu pokonała burmistrza San Francisco, Harry’ego Britta, uważanego wówczas za bardziej „postępowego” kandydata, stosunkiem 36% do 32%. W starciu z republikańską kandydatką Harriet Ross, Pelosi otrzymała ponad 2 razy więcej głosów od swojej przeciwniczki. Od tego czasu Pelosi cieszy się ogromnym poparciem w swoim okręgu, a każde wybory wygrywała znaczącą przewagą, za każdym razem zdobywając bardzo wysokie wyniki. Tylko dwukrotnie uzyskała wynik poniżej 75% głosów.

## Życie prywatne

### Rodzina
Nancy Pelosi poznała swojego przyszłego męża Paula Franka Pelosi na Uniwersytecie Georgetown. Pobrali się w Baltimore 7 września 1963. Po ślubie para przeprowadziła się do Nowego Jorku, a później do San Francisco, gdzie brat Paula był członkiem Rady Miasta.
Nancy i Paul Pelosi mają pięcioro dzieci: Nancy Corinne, Christine, Jacqueline, Paula i Alexandrę, a także dziewięcioro wnucząt. Alexandra jest dziennikarką znaną ze swojego reportażu z kampanii prezydenckiej z 2000, który zekranizowała pod tytułem Journeys with George. W 2007 Christine opublikowała książkę pt. Campaign Boot Camp: Basic Training for Future Leaders.
Rodzina Pelosi mieszka w Pacific Heights na przedmieściach San Francisco.
W październiku 2022 Paul Pelosi został pobity przez mężczyznę, który włamał się do domu Pelosich. Mężczyzna uzbrojony w młotek miał krzyczeć „Gdzie jest Nancy?”. Paul został przewieziony do szpitala, gdzie wykazano rozległe obrzęki i siniaki powstałe wskutek ataku, przeszedł także operację czaszki. Nancy przebywała wtedy w Waszyngtonie. Aresztowanym na miejscu ataku sprawcą był 43-letni mieszkaniec San Francisco David DePape. Według informacji policji atak był zamierzony, a napastnik miał planować związać Paula do czasu, aż Nancy wróci do domu.

### Majątek
Jest jednym z najbogatszych członków Kongresu Stanów Zjednoczonych. Center for Responsive Politics (CRP) oszacował w 2009 wartość majątku Pelosi i jej męża na ponad 58 milionów dolarów co uplasowało ją na 13. miejscu wśród najbogatszych członków Kongresu. W 2014 jej majątek przekroczył 100 milionów dolarów, a ona awansowała na 8. pozycję w rankingu.
Roll Call donosił, że zarobki Pelosi są związane z dużymi inwestycjami jej męża w akcje, w tym Apple, Disney, Comcast i Facebook. Roll Call poinformował, że wartość majątku małżeństwa Pelosi składa się w części (13,46 mln USD) w inwestycje w nieruchomości, w tym w winnicę w St. Helena w Napa Valley oraz nieruchomości komercyjne w San Francisco.

## Odznaczenia i wyróżnienia
- Prezydencki Medal Wolności (2024)[260]
- Kawaler Krzyża Wielkiego Udekorowanego Wielką Wstęgą Orderu Zasługi Republiki Włoskiej, 2 czerwca 2007.
- Wielka Wstęga Kwiatów Paulowni Orderu Wschodzącego Słońca, 29 kwietnia 2015.
- Wielokrotnie była wyróżniana na liście 100 najpotężniejszych ludzi świata według Forbesa. W 2010 zajęła 11 miejsce, a w 2014 26-te[261][262][263][264].
- W 2006 została nazwana przez Barbarę Walters Most Fascinating Person of the Year[265].
- W 2013 Pelosi została upamiętniona w National Women’s Hall of Fame[266].
- 20 maja 2018 dostała Doktor honoris causa w dziedzinie prawa z Mount Holyoke College[267][268]
- 21 października 2022 prezydent Ukrainy Wołodymyr Zełenski przyznał jej Order Księcia Jarosława Mądrego II klasy[269]

## Książki
- Nancy Pelosi: Know Your Power: A Message to America’s Daughters. Nowy Jork: Doubleday, 2008, s. 192. ISBN 978-0-385-52586-2. (ang.).
- Nancy Pelosi: The Art of Power: My Story as America’s First Woman Speaker of the House. Nowy Jork: Simon & Schuster, 2024, s. 352. ISBN 978-1-66804-804-7. (ang.).